# Biserica reformată din Legii
Biserica reformată din Legii este un monument istoric aflat pe teritoriul satului Legii, comuna Geaca În Repertoriul Arheologic Național, monumentul apare cu codul 57877.01.

## Localitatea
Legii (în maghiară Légen) este un sat în comuna Geaca din județul Cluj, Transilvania, România. Prima menționare documentară a satului Legii este într-o cartă din anul 1228.

## Biserica
În anul 1332 satul avea deja o biserică care apare în registrul de dijme papale. Nu se cunoaște momentul construirii actualei biserici. În forma actuală ea datează din anul 1849.

## Imagini din exterior

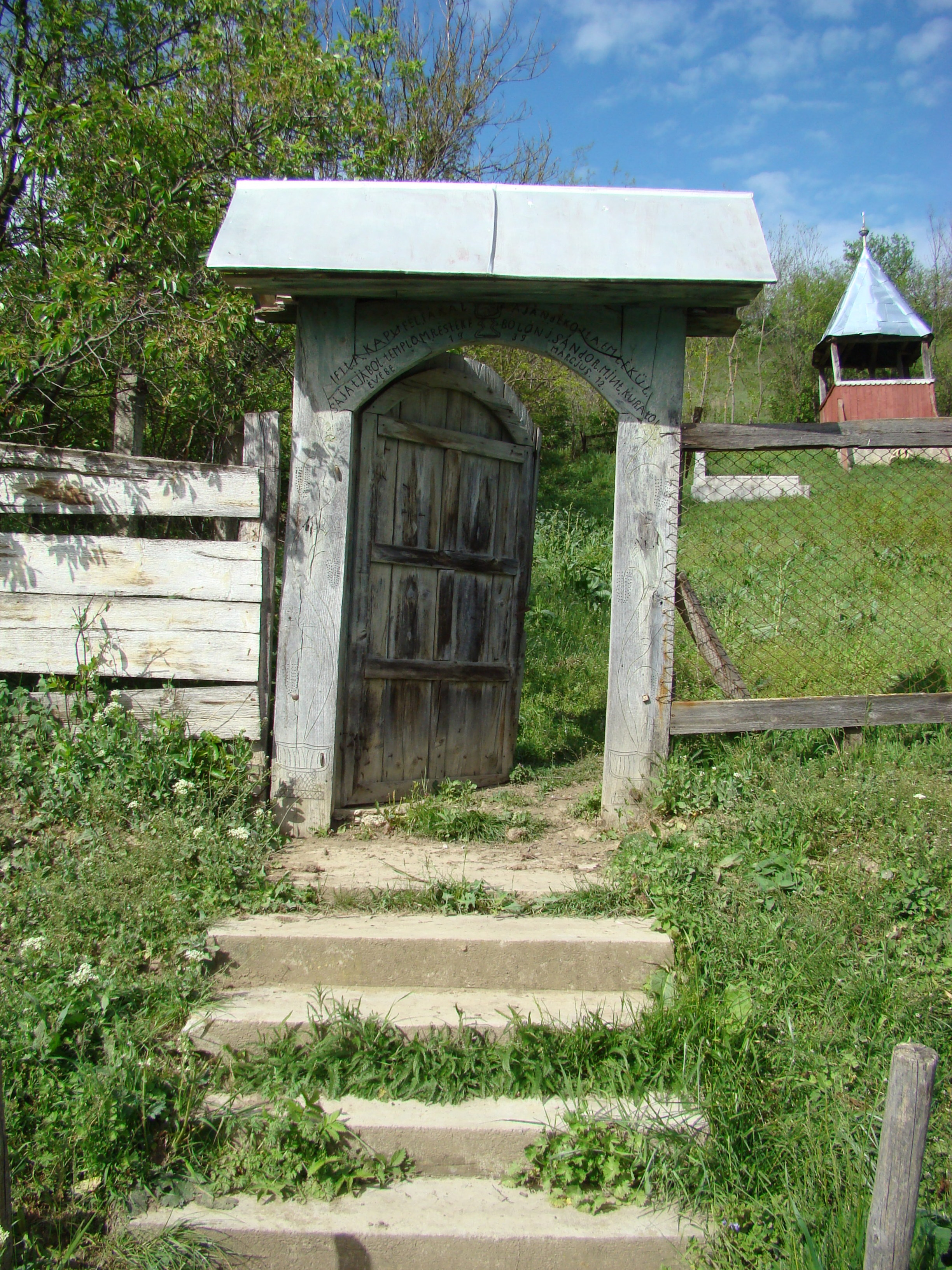
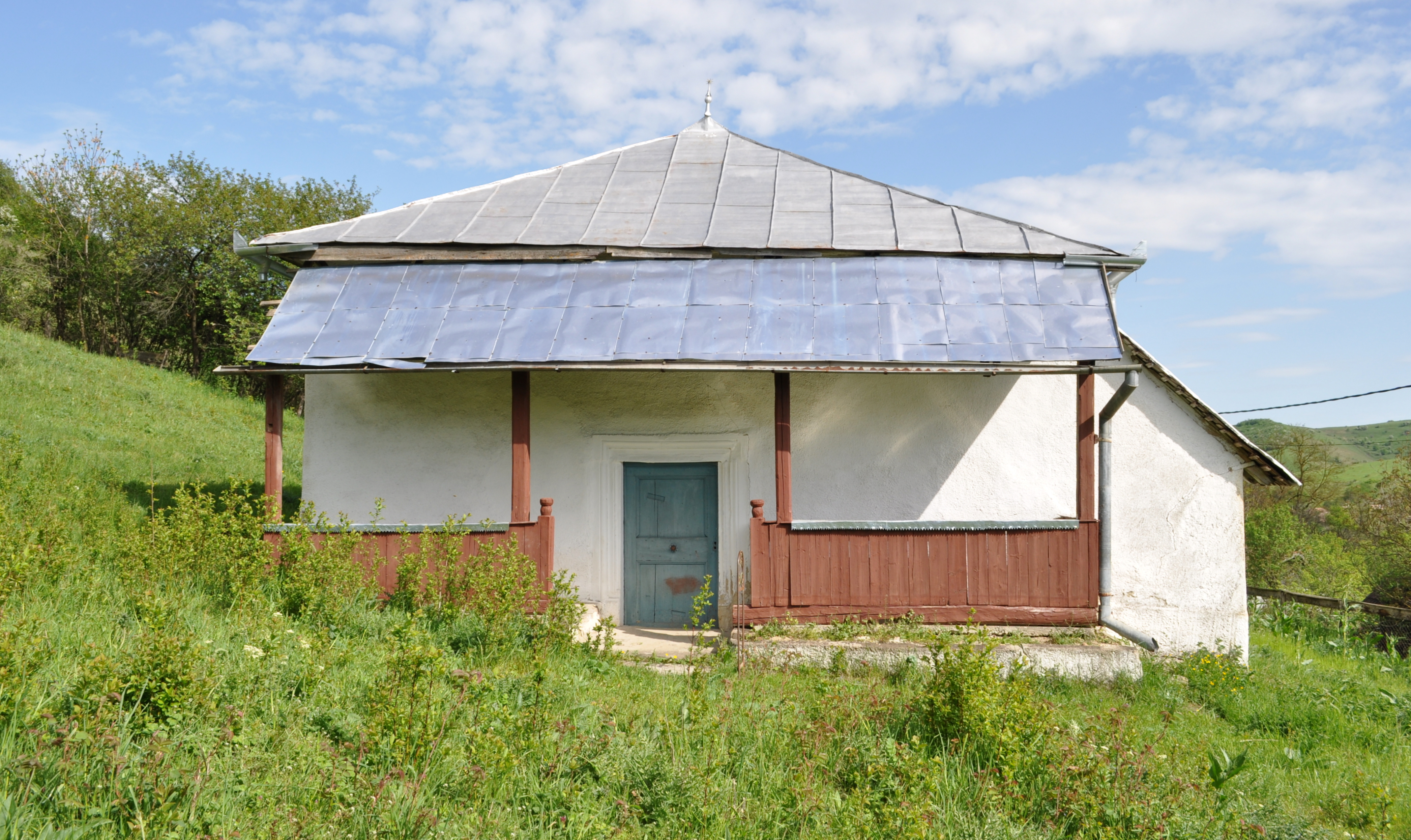
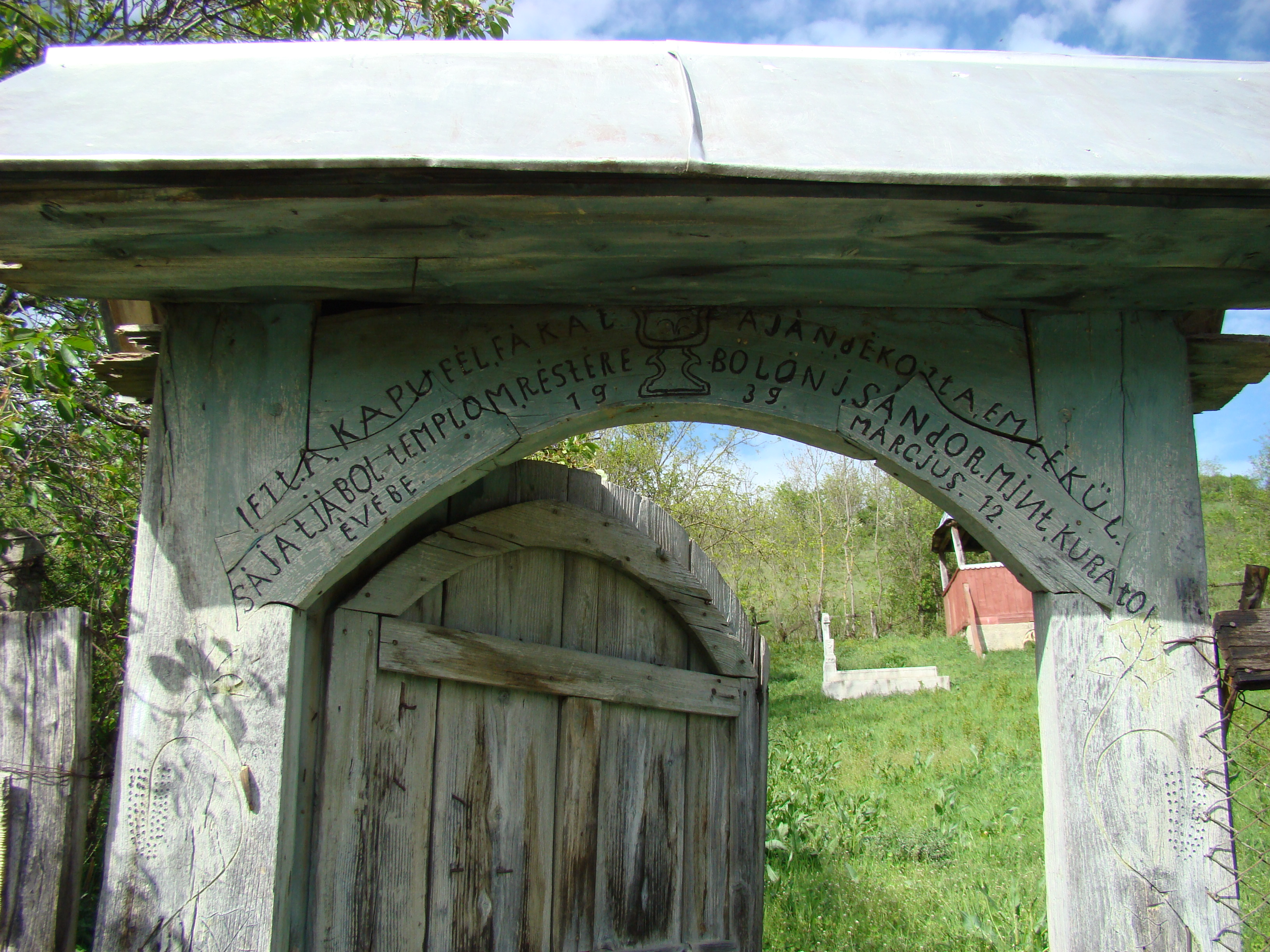
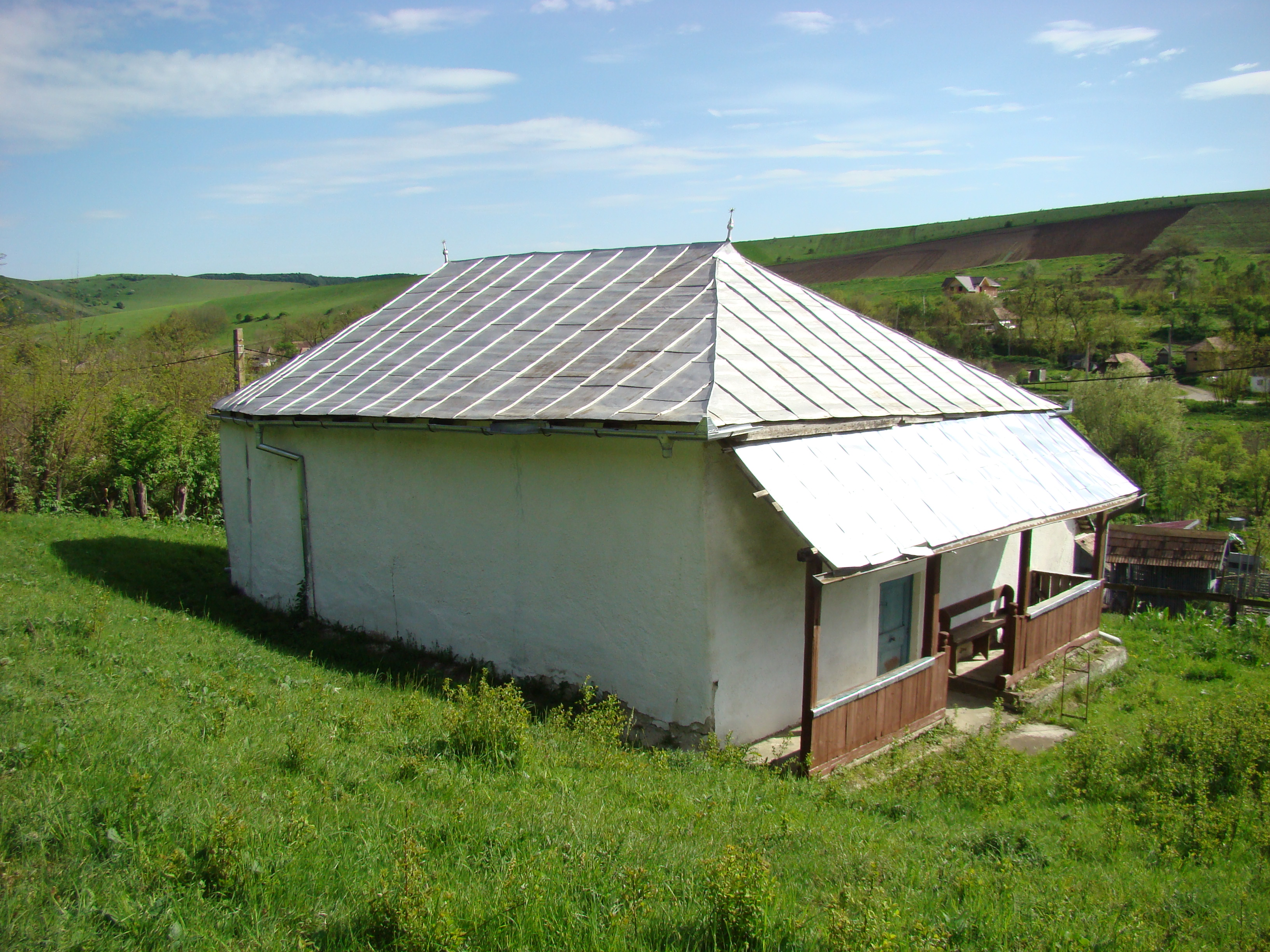
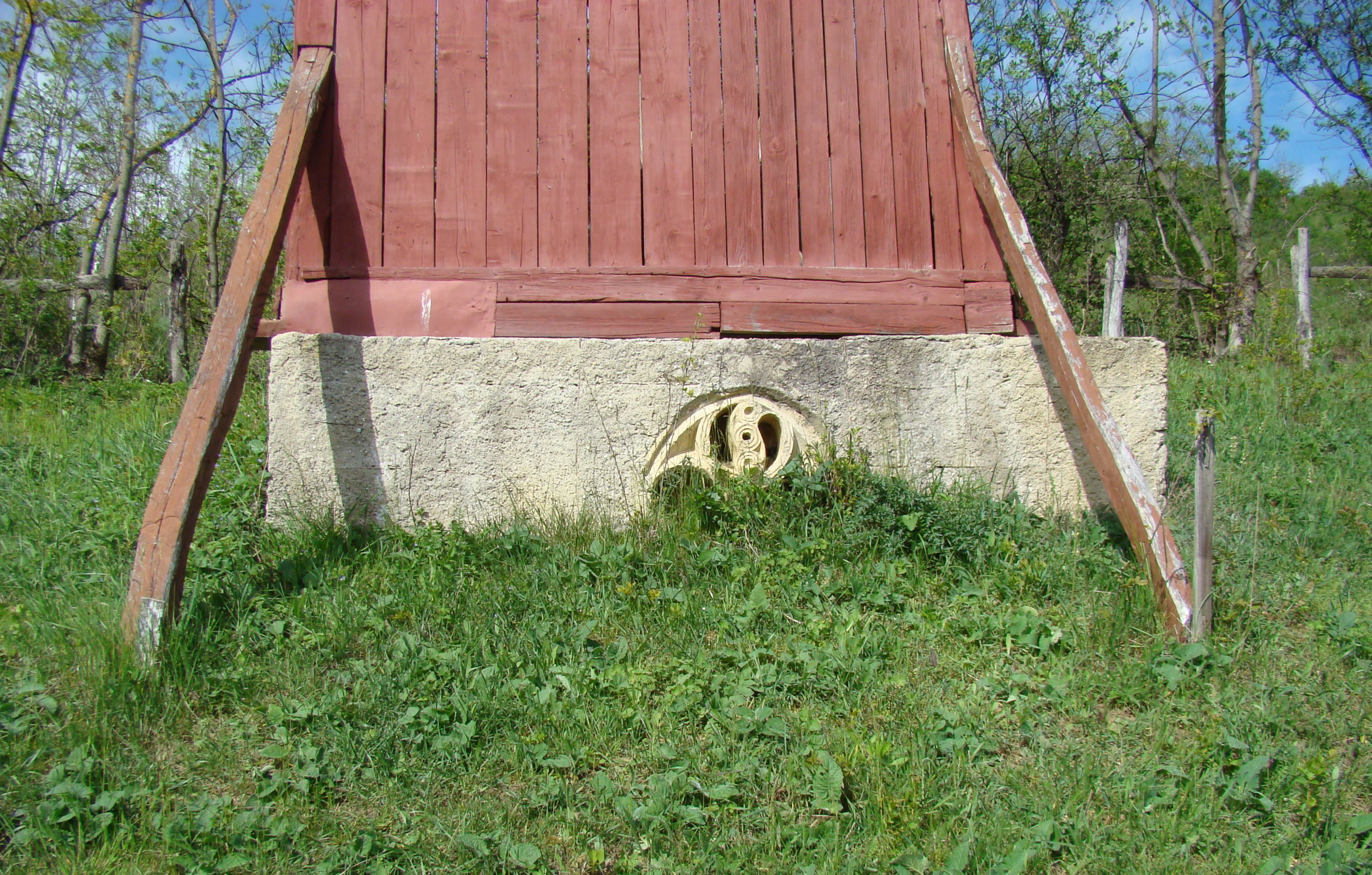
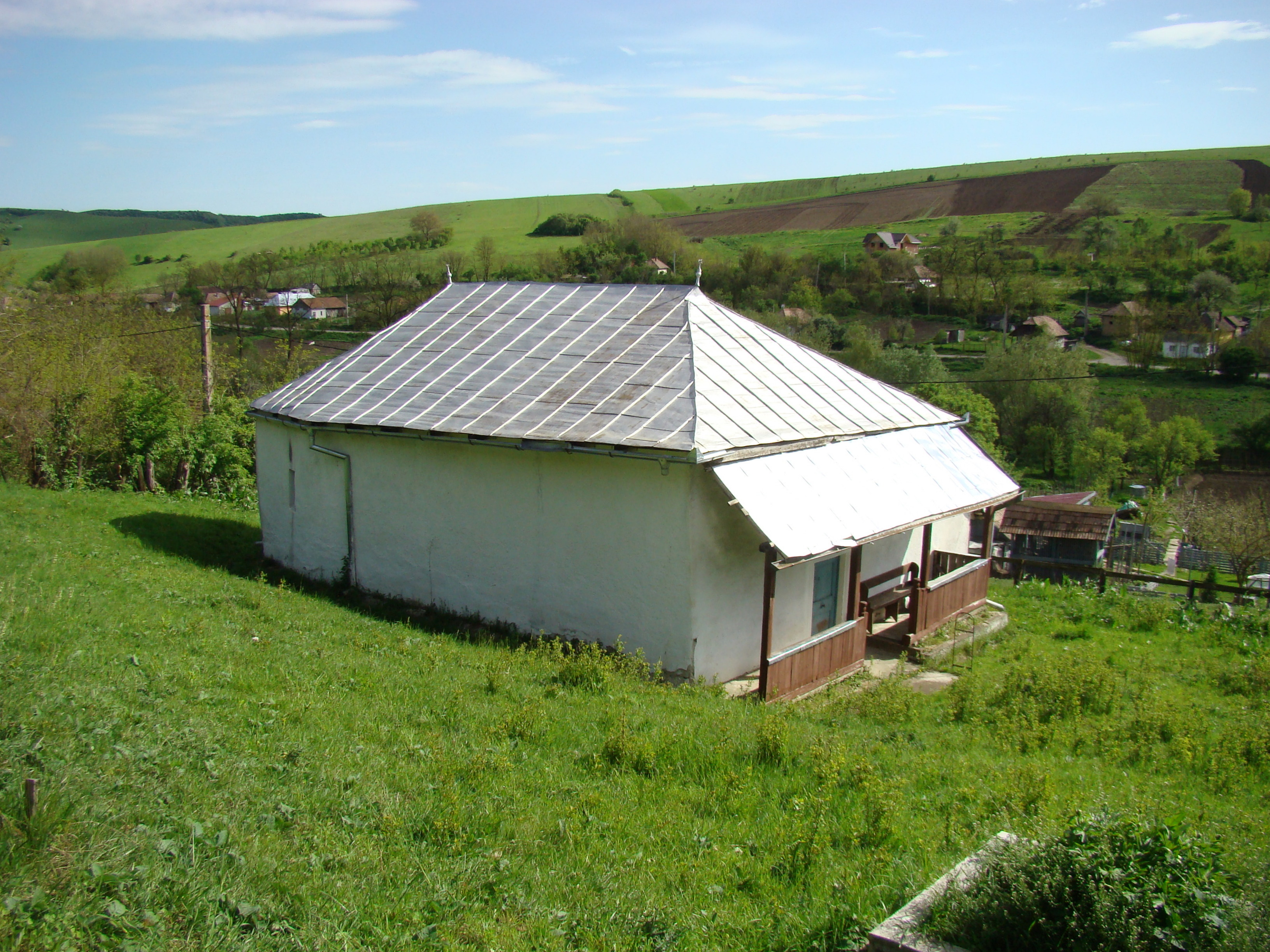
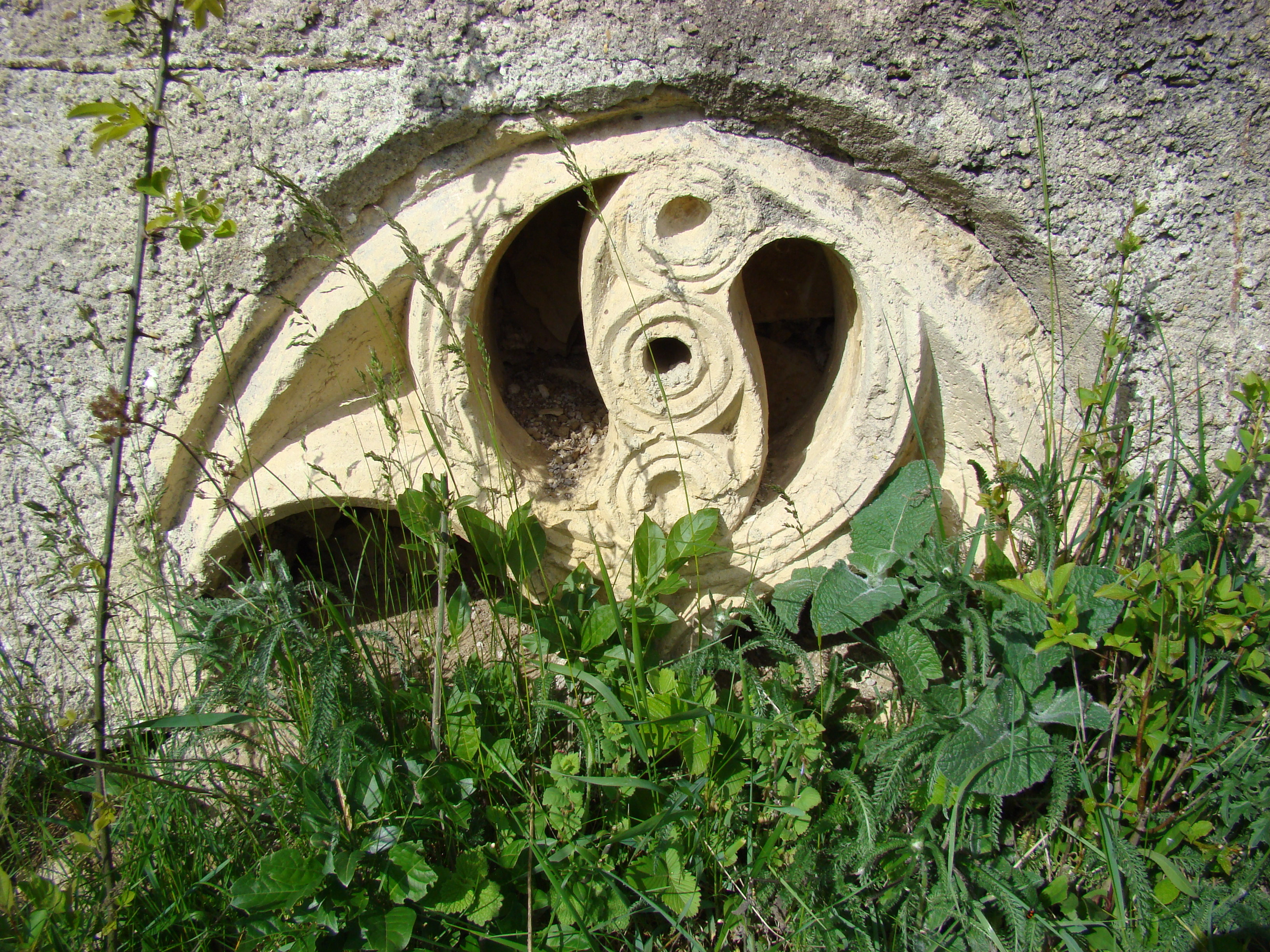
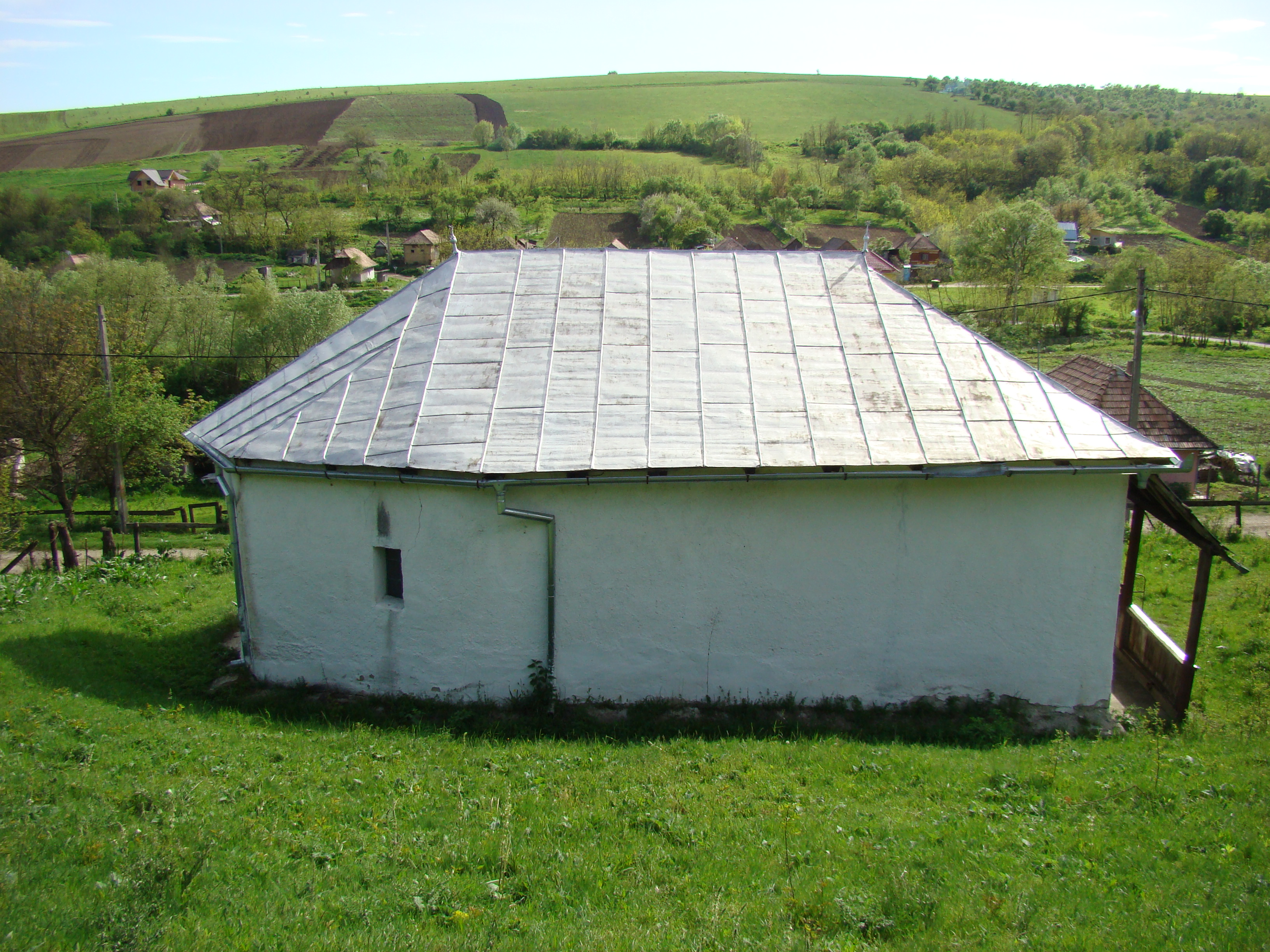
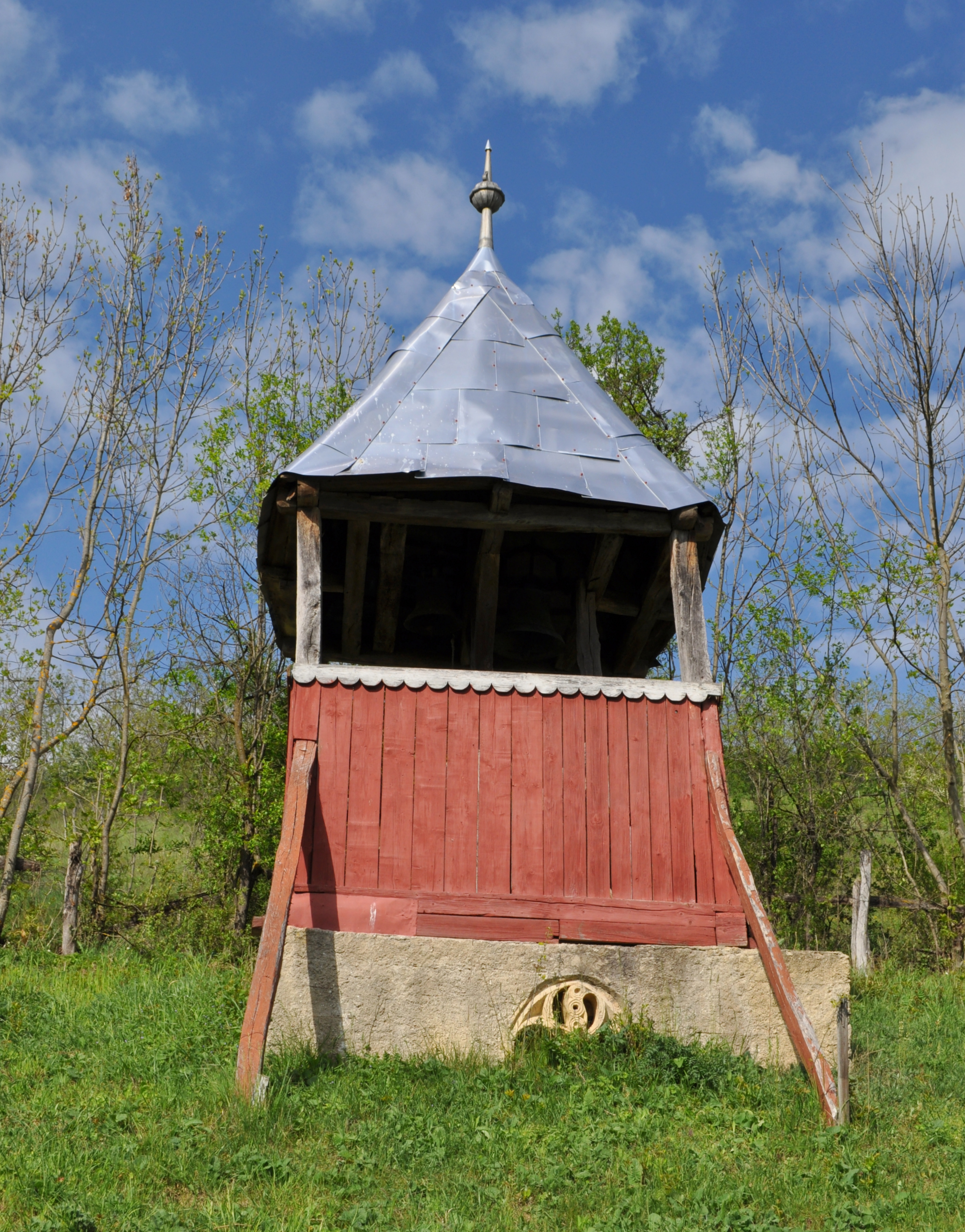
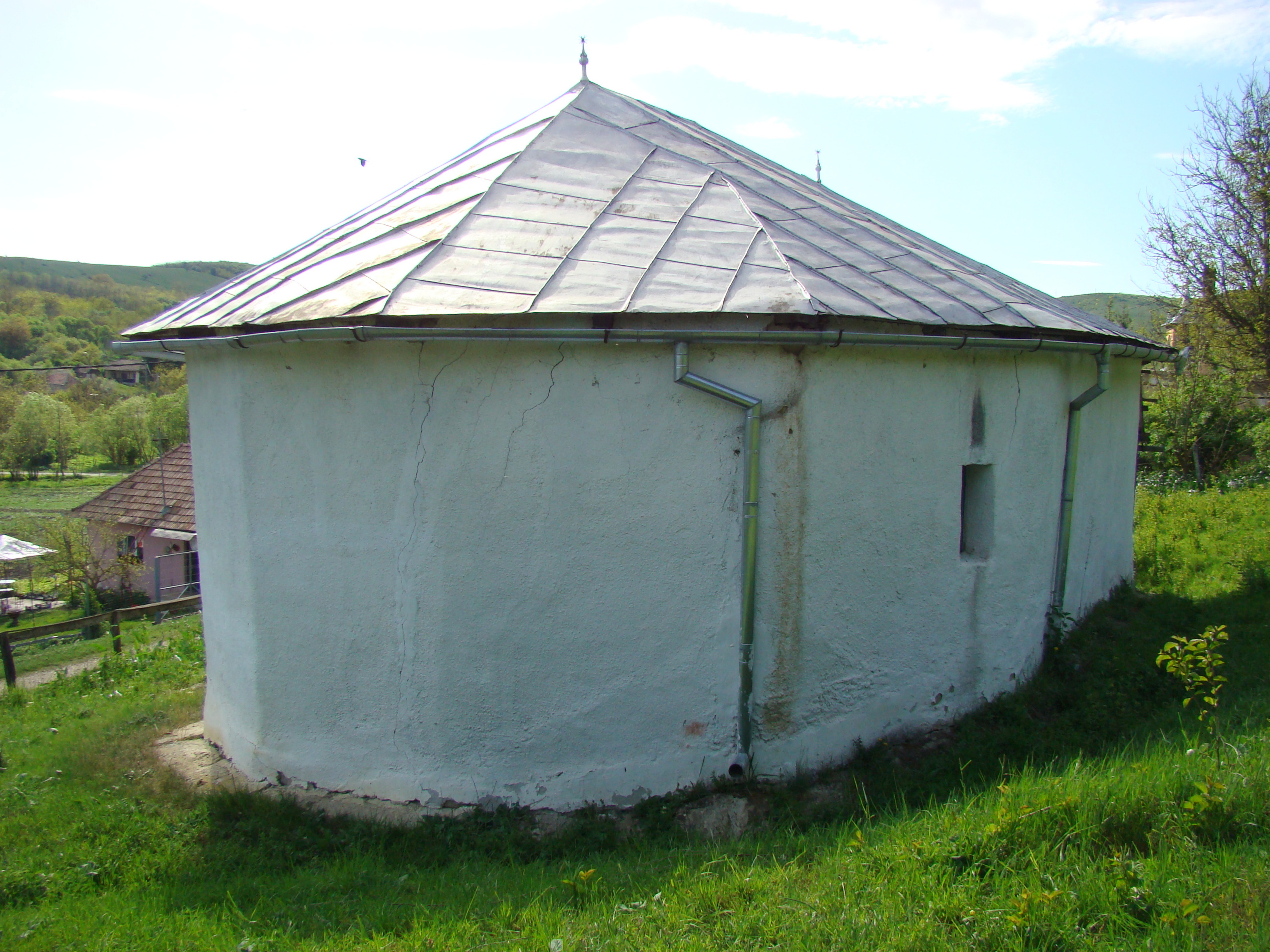
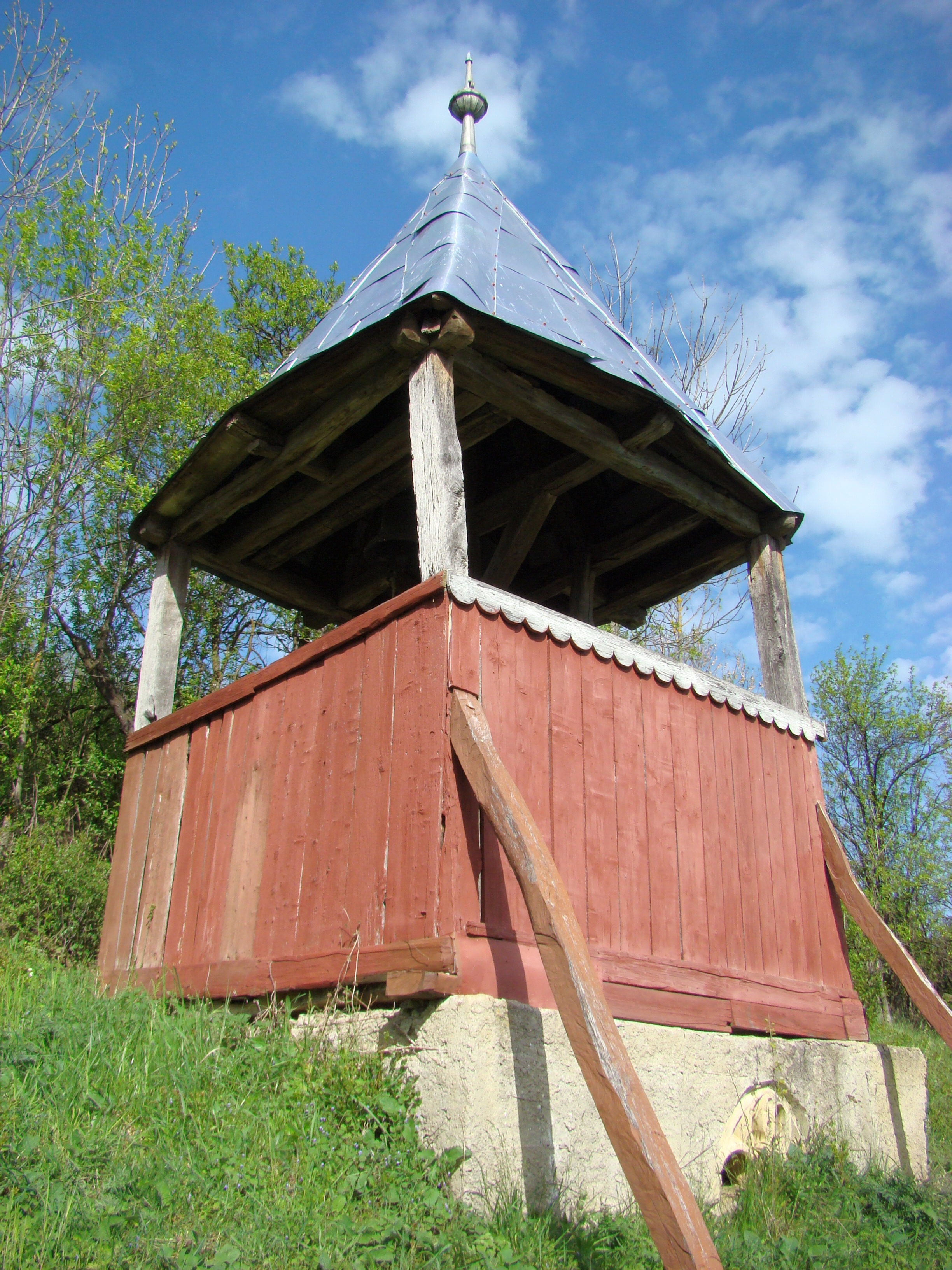
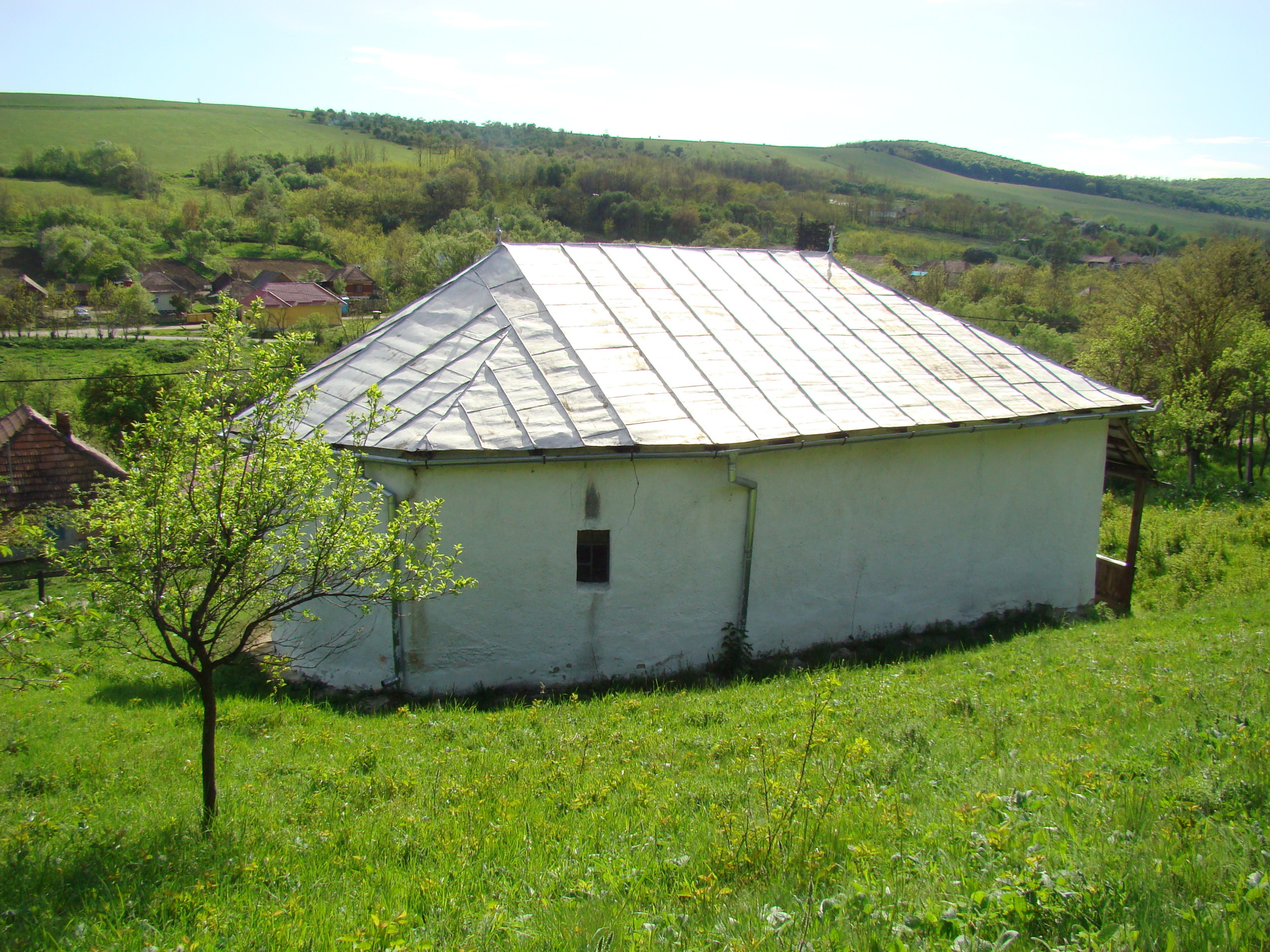
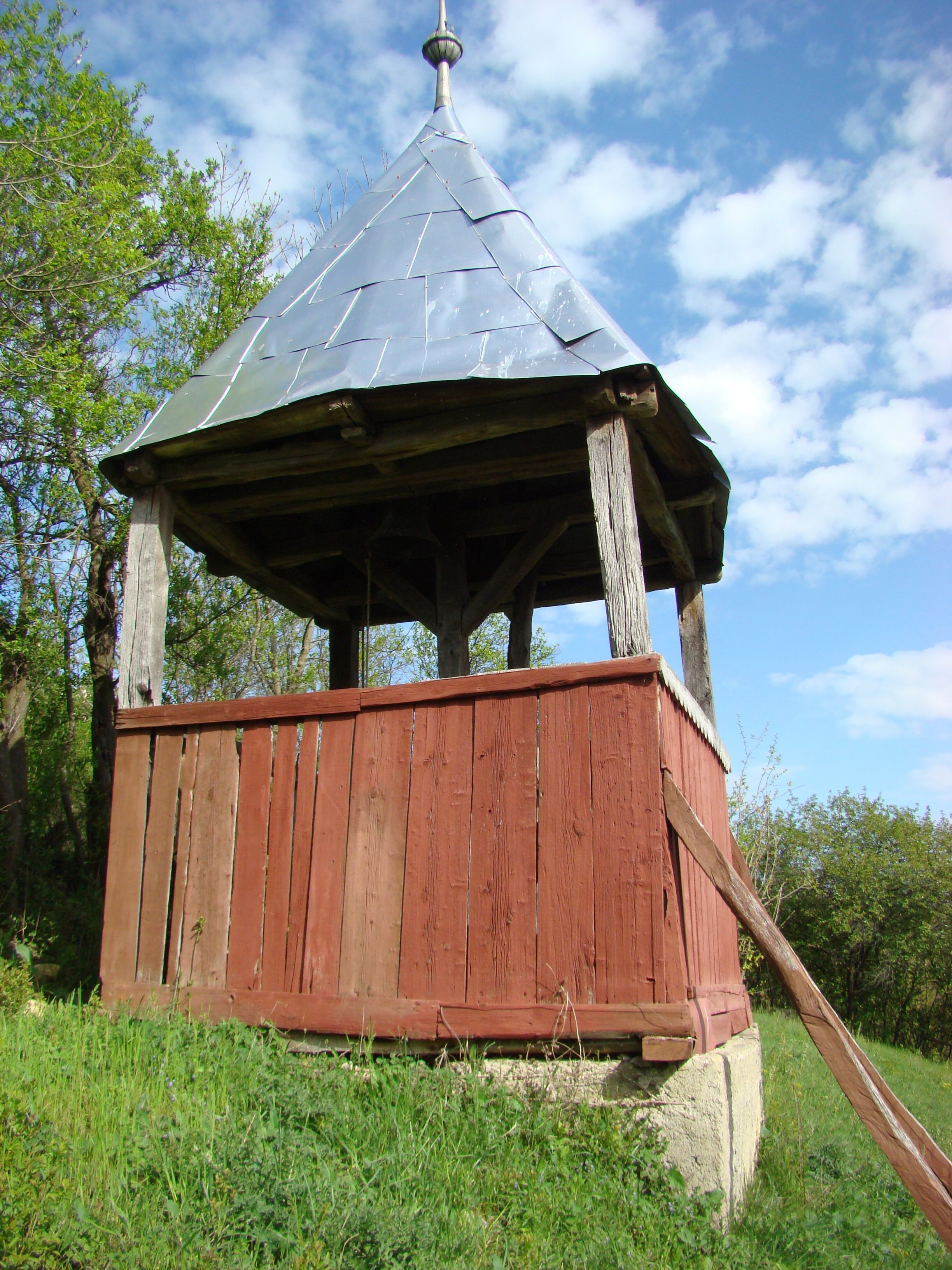
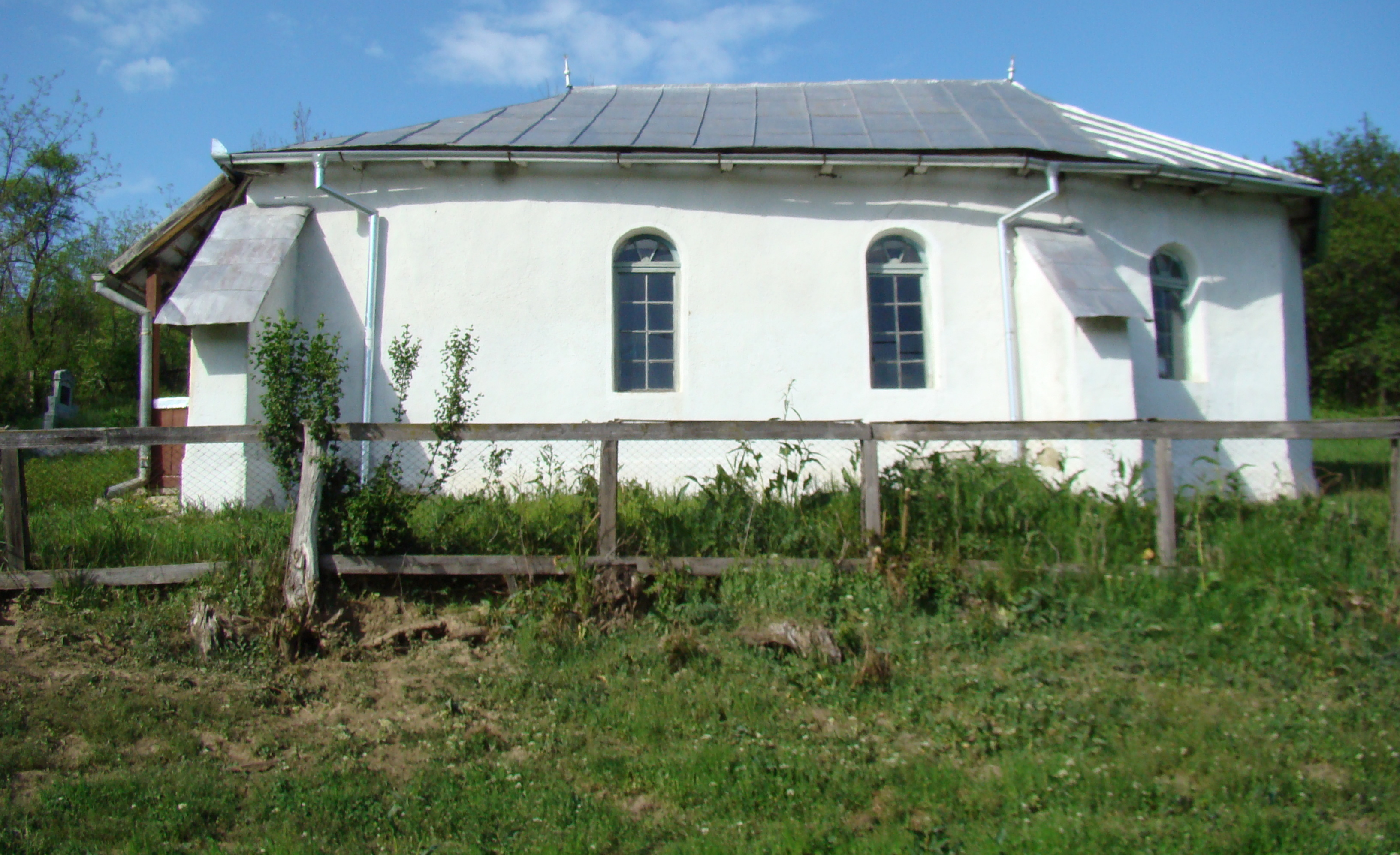
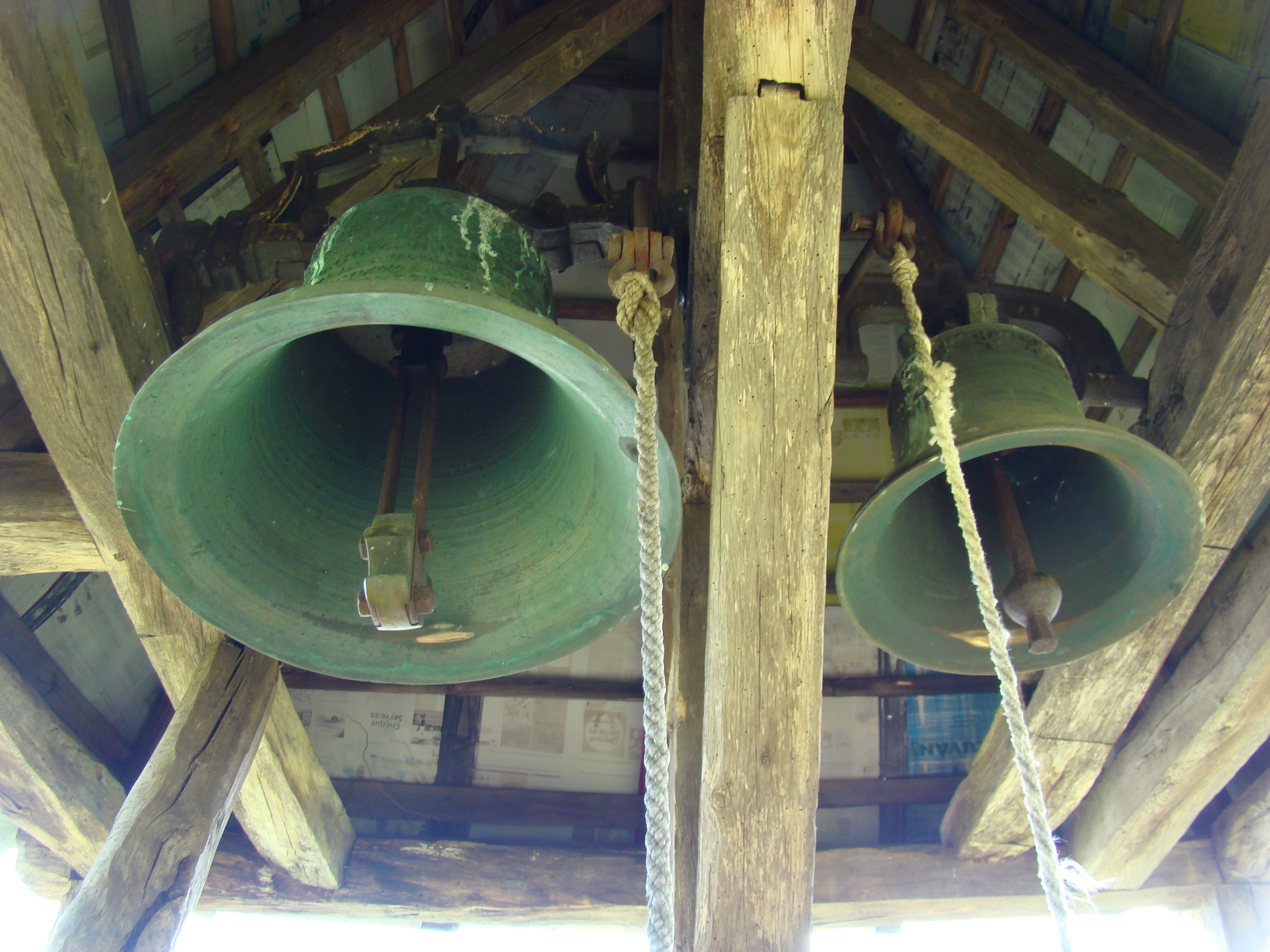
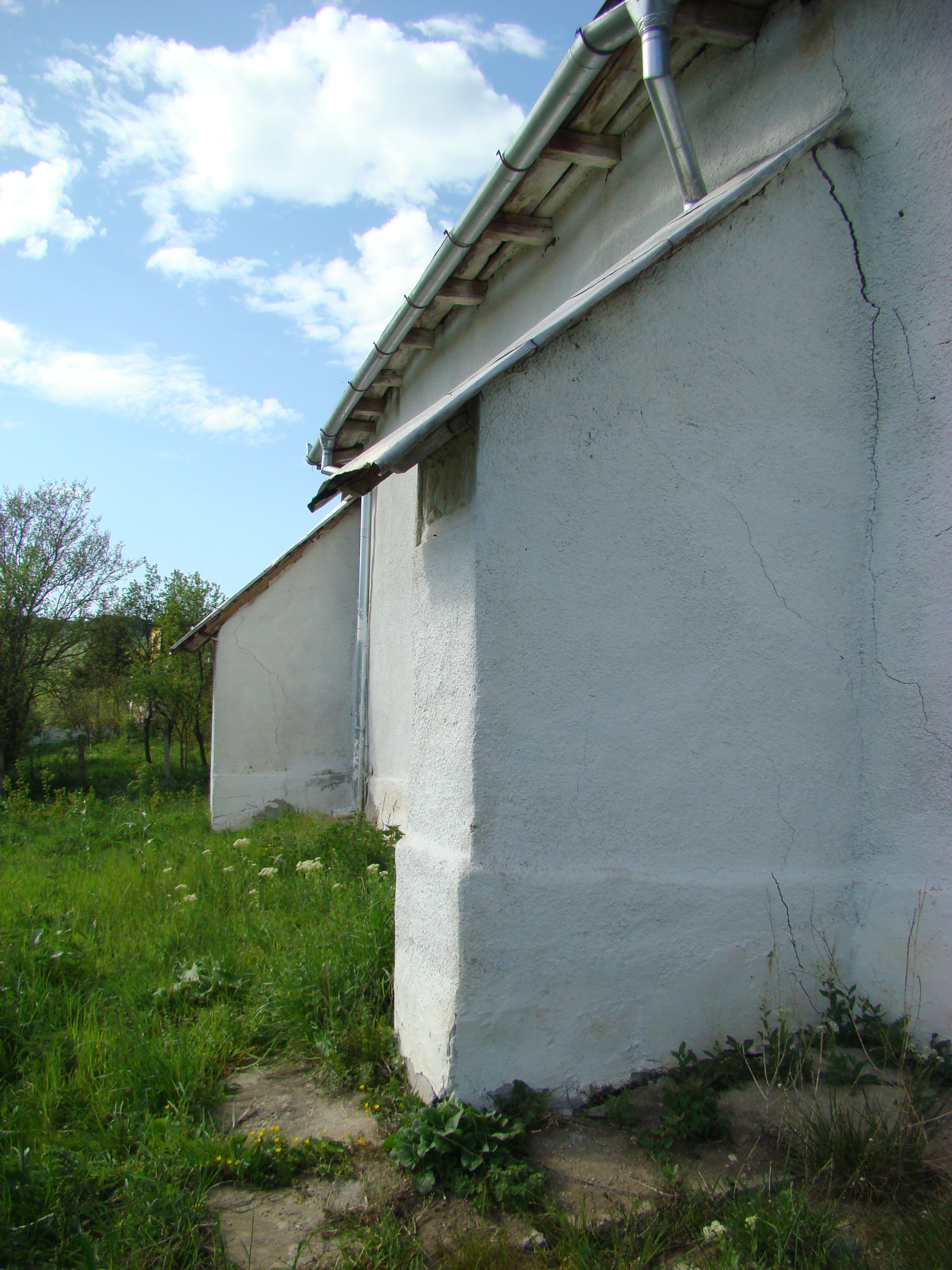
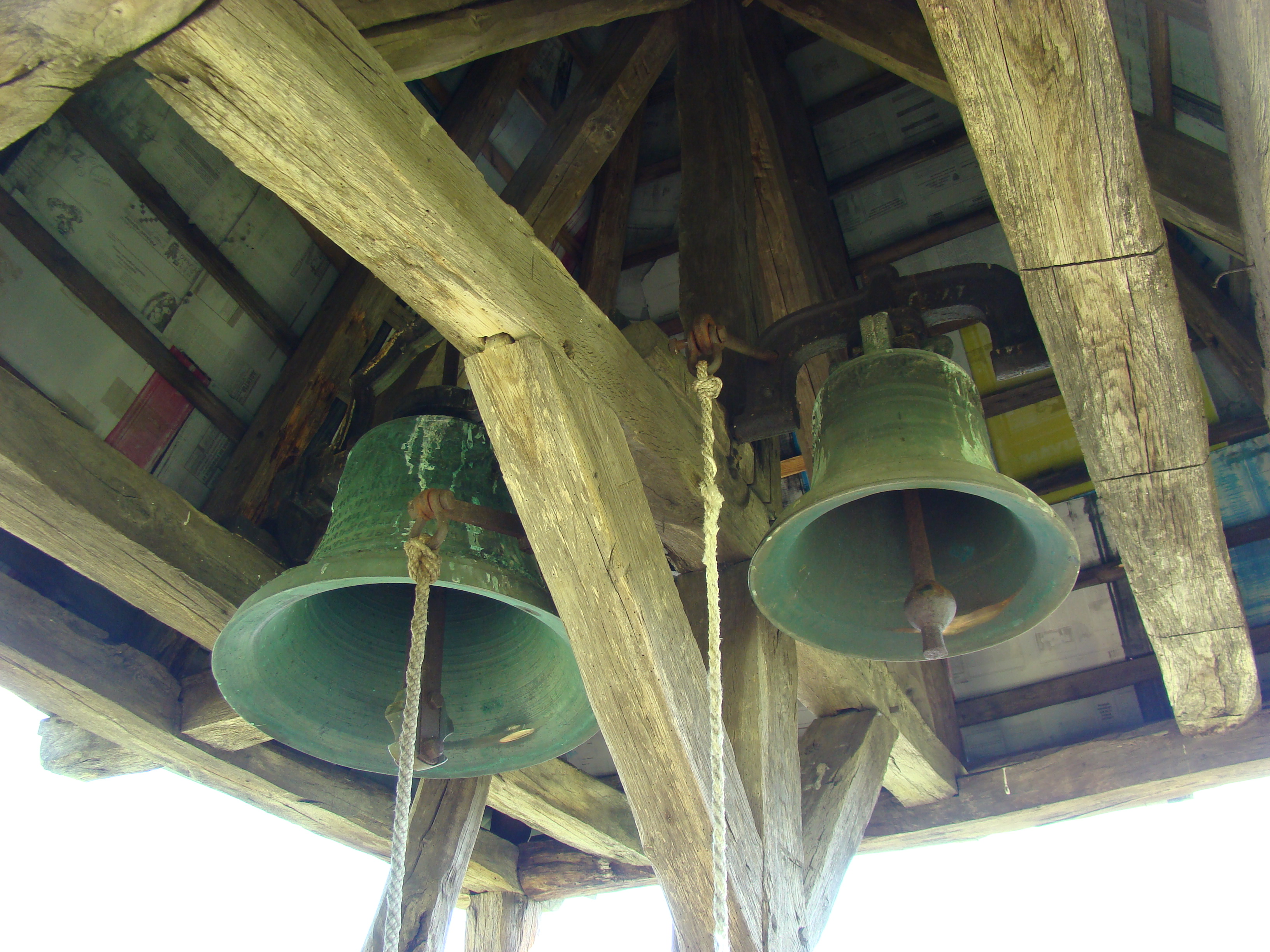
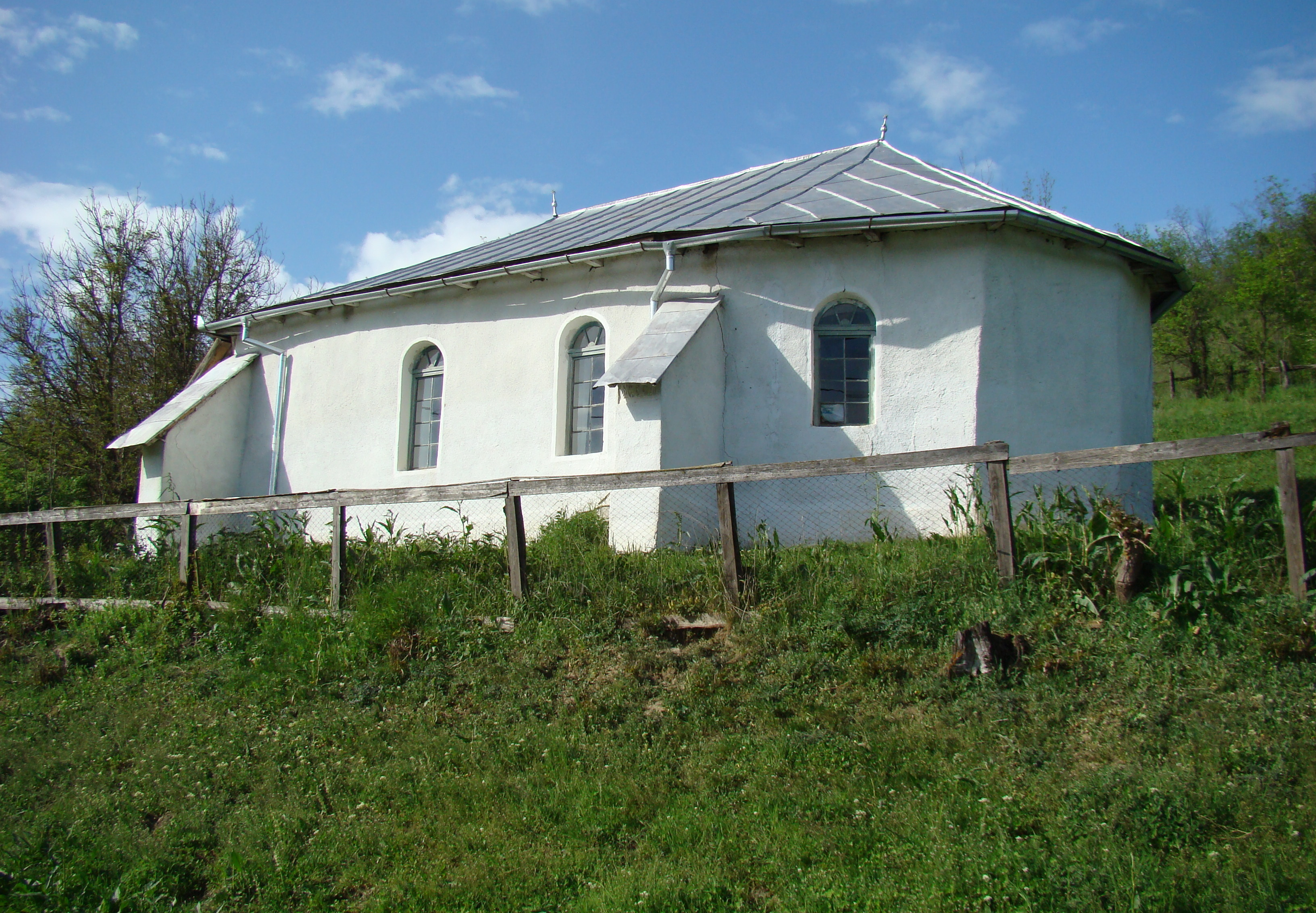
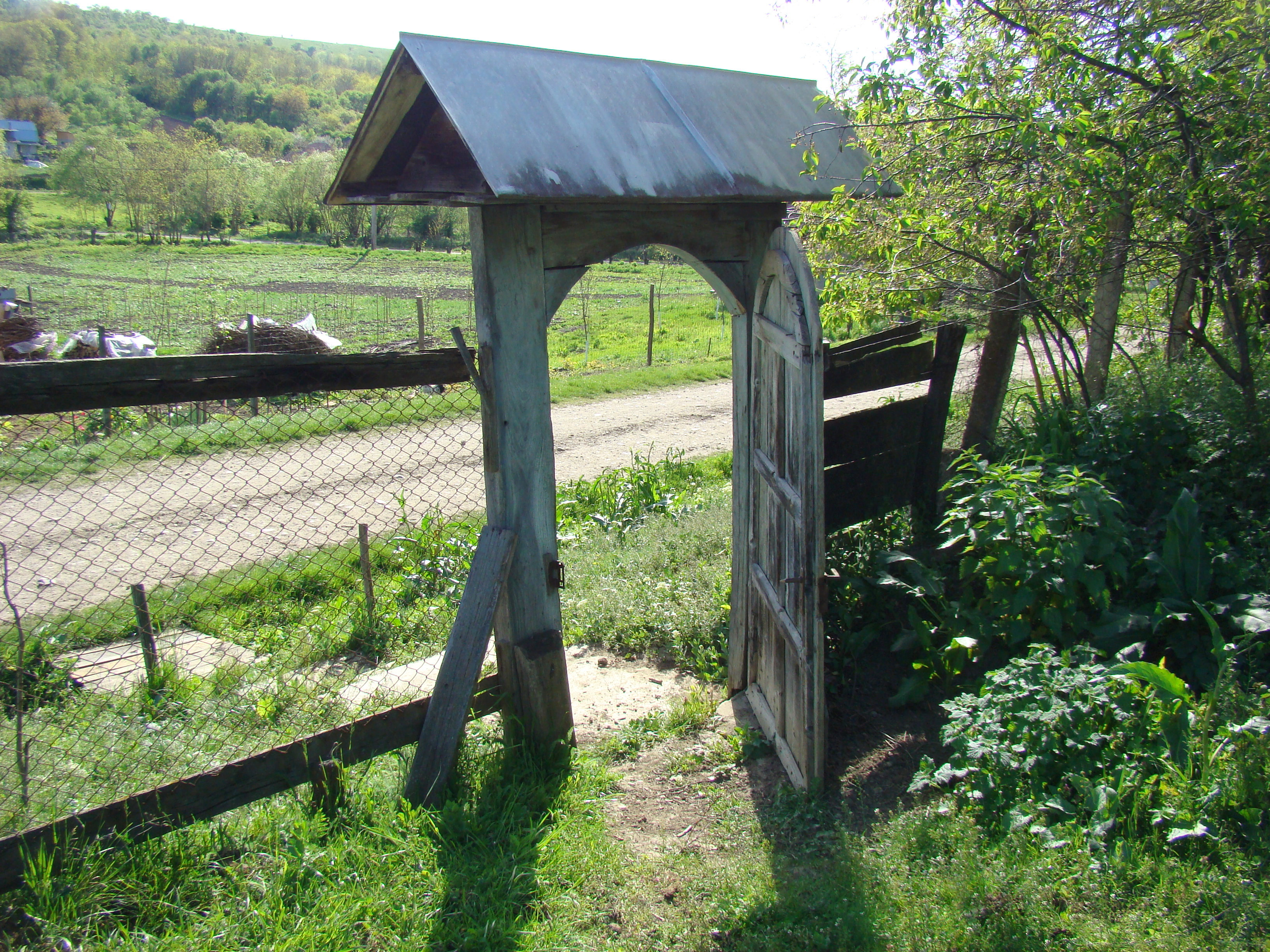
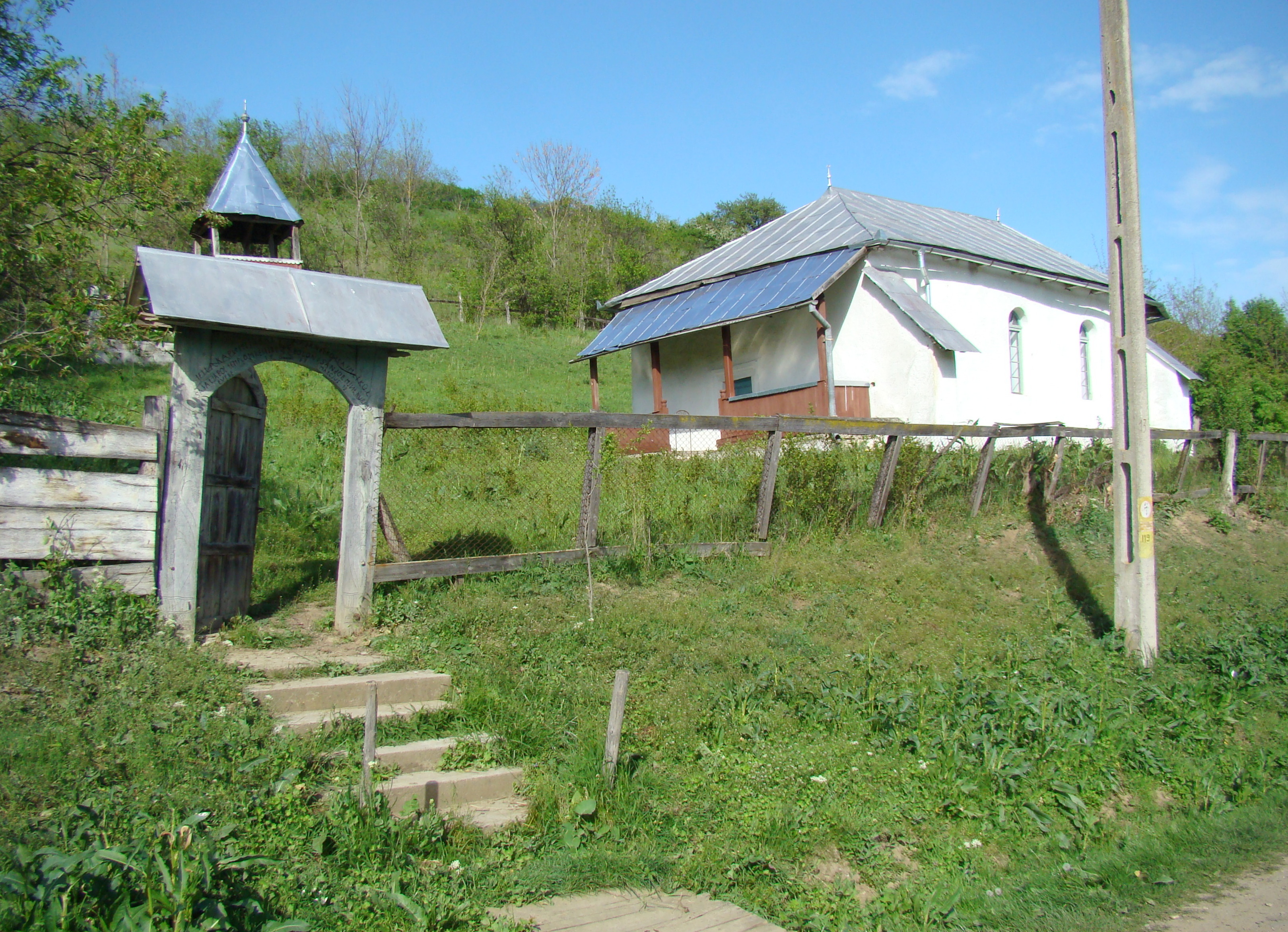
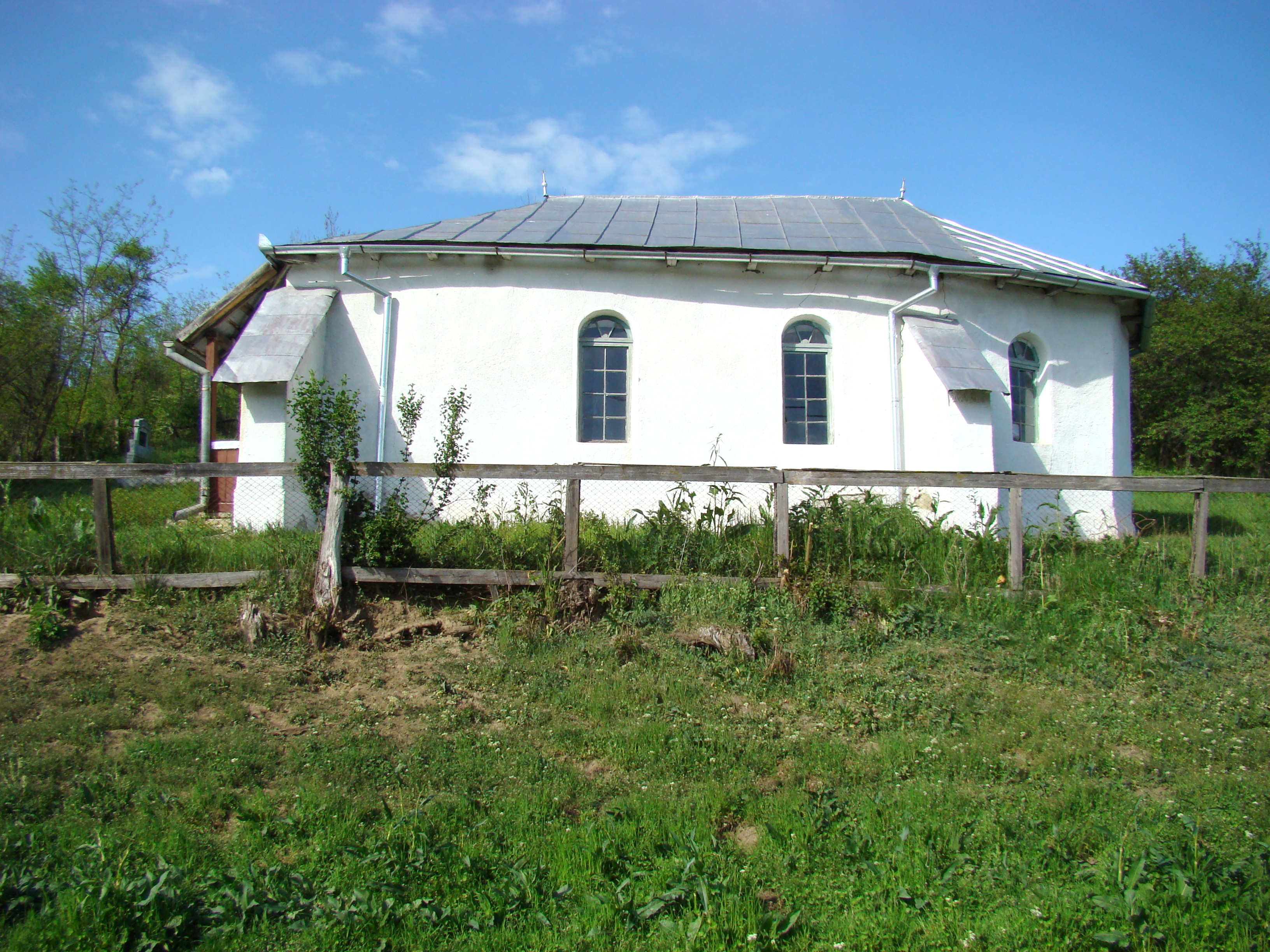
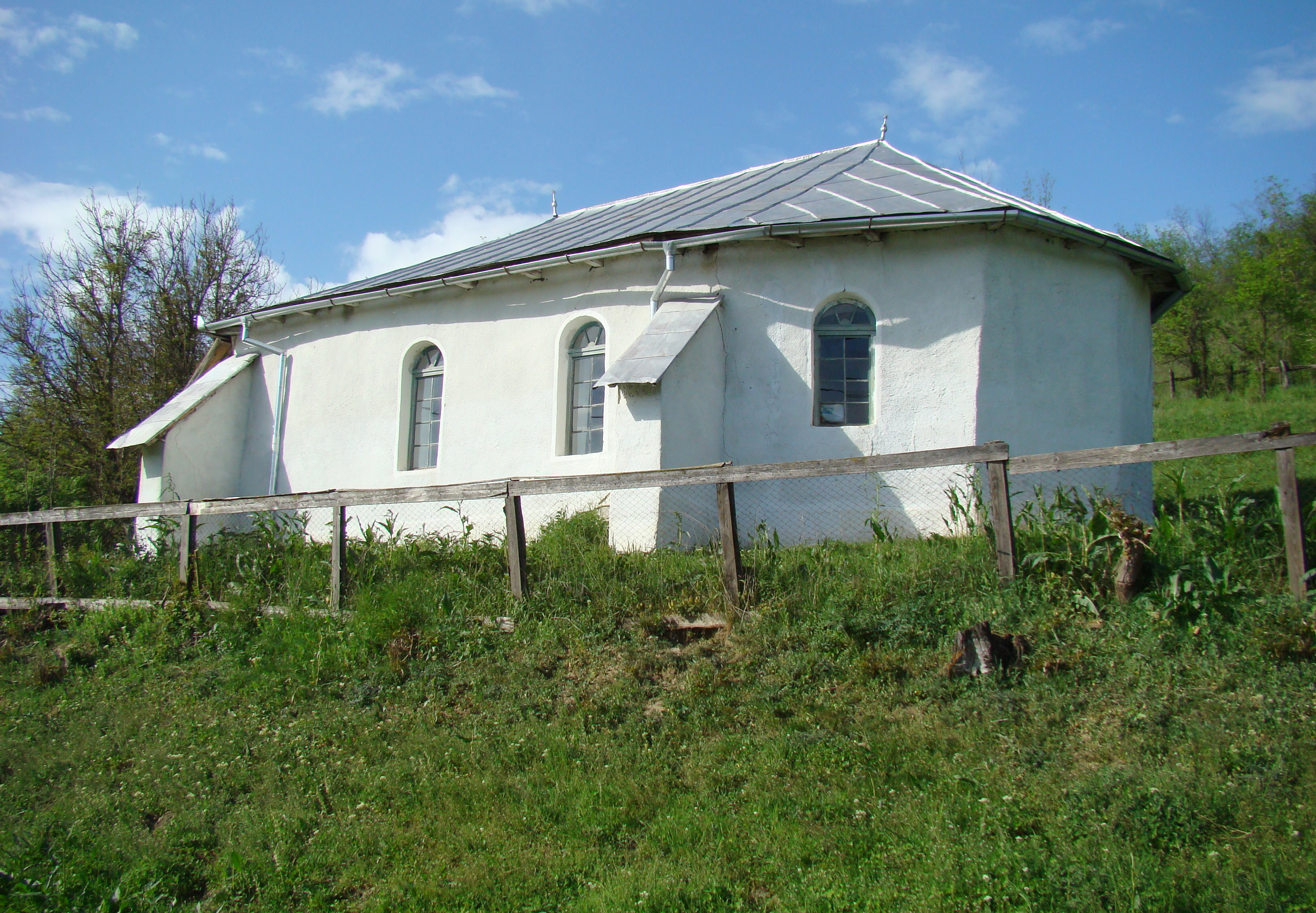
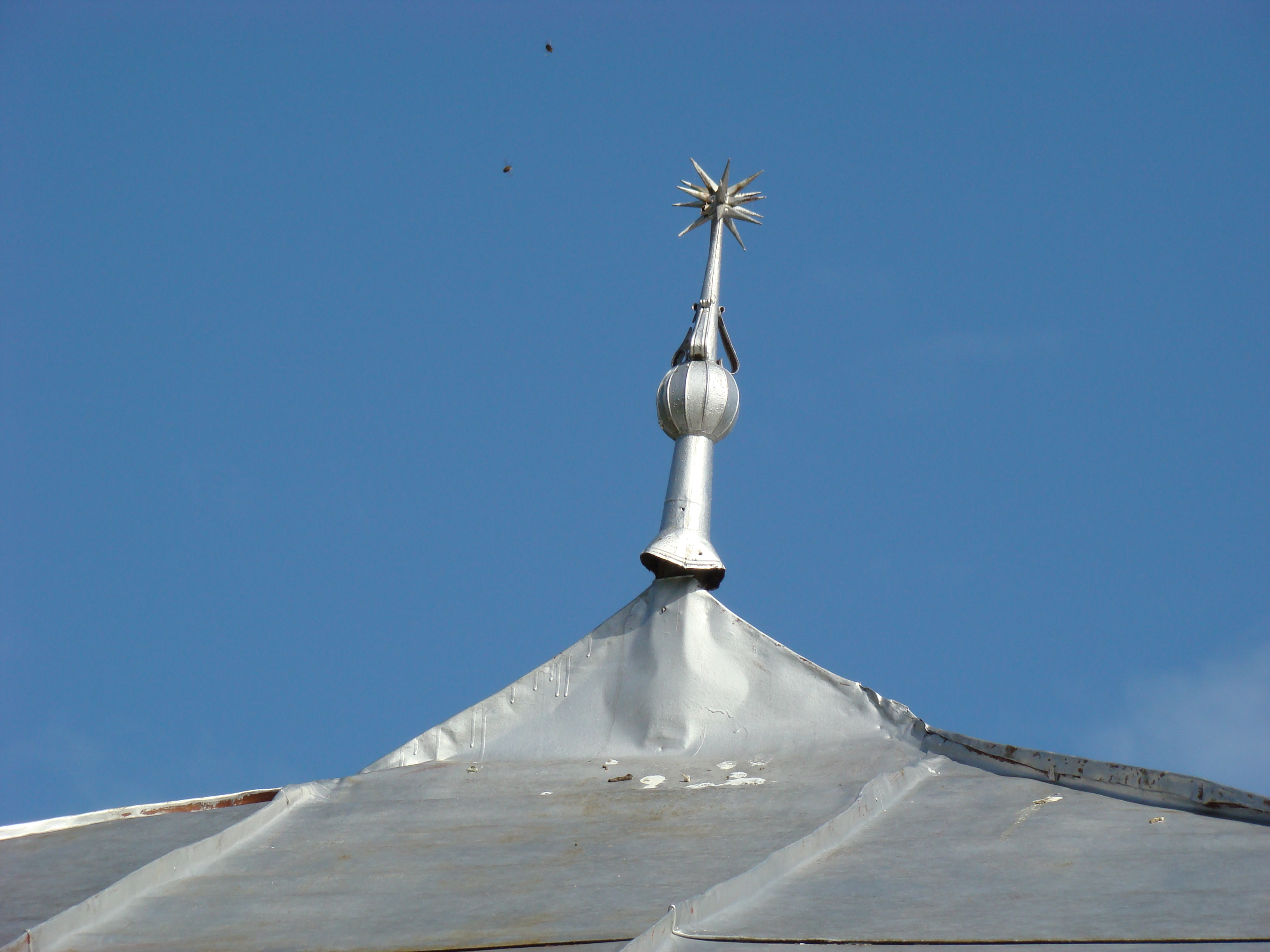
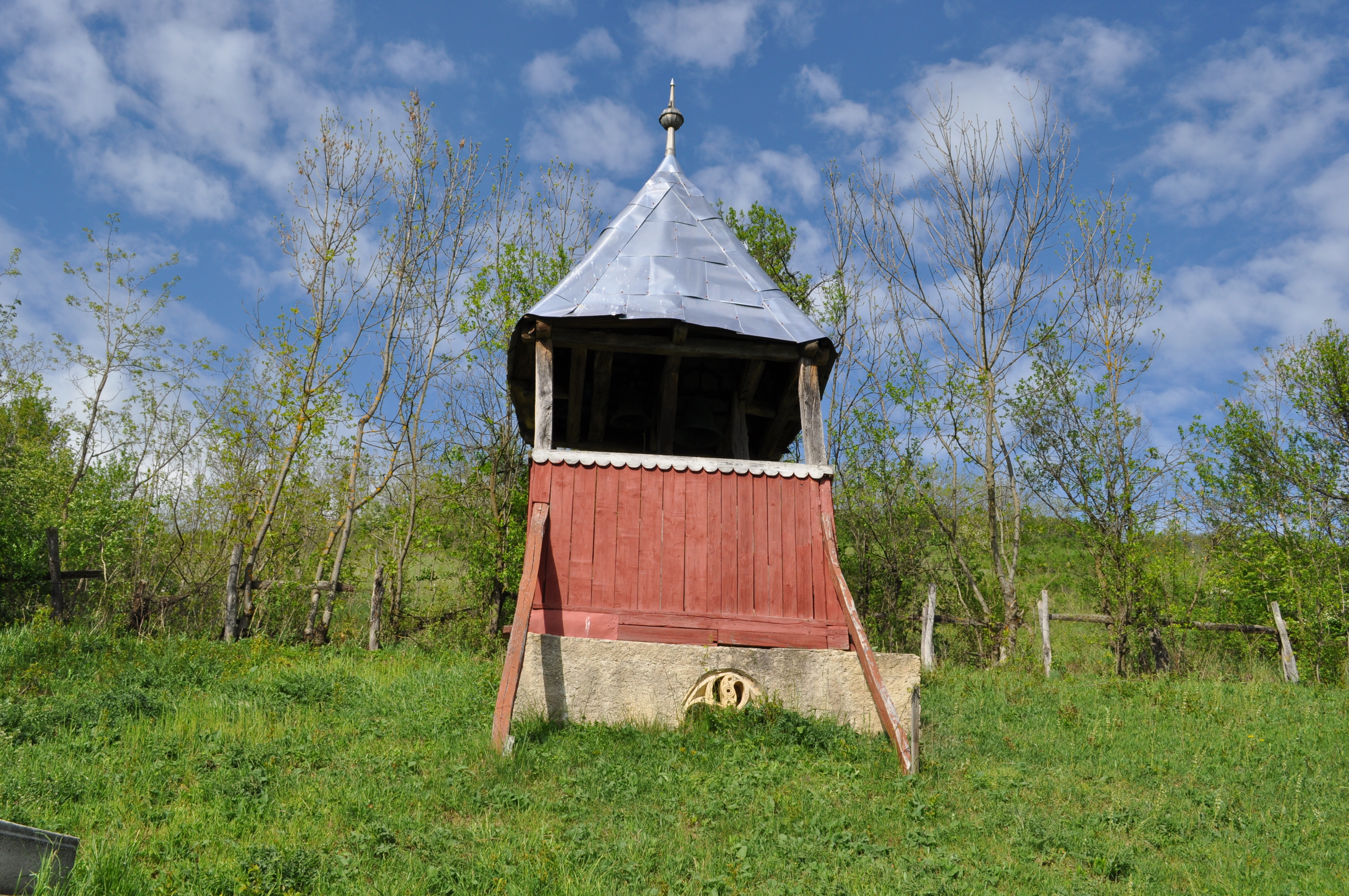
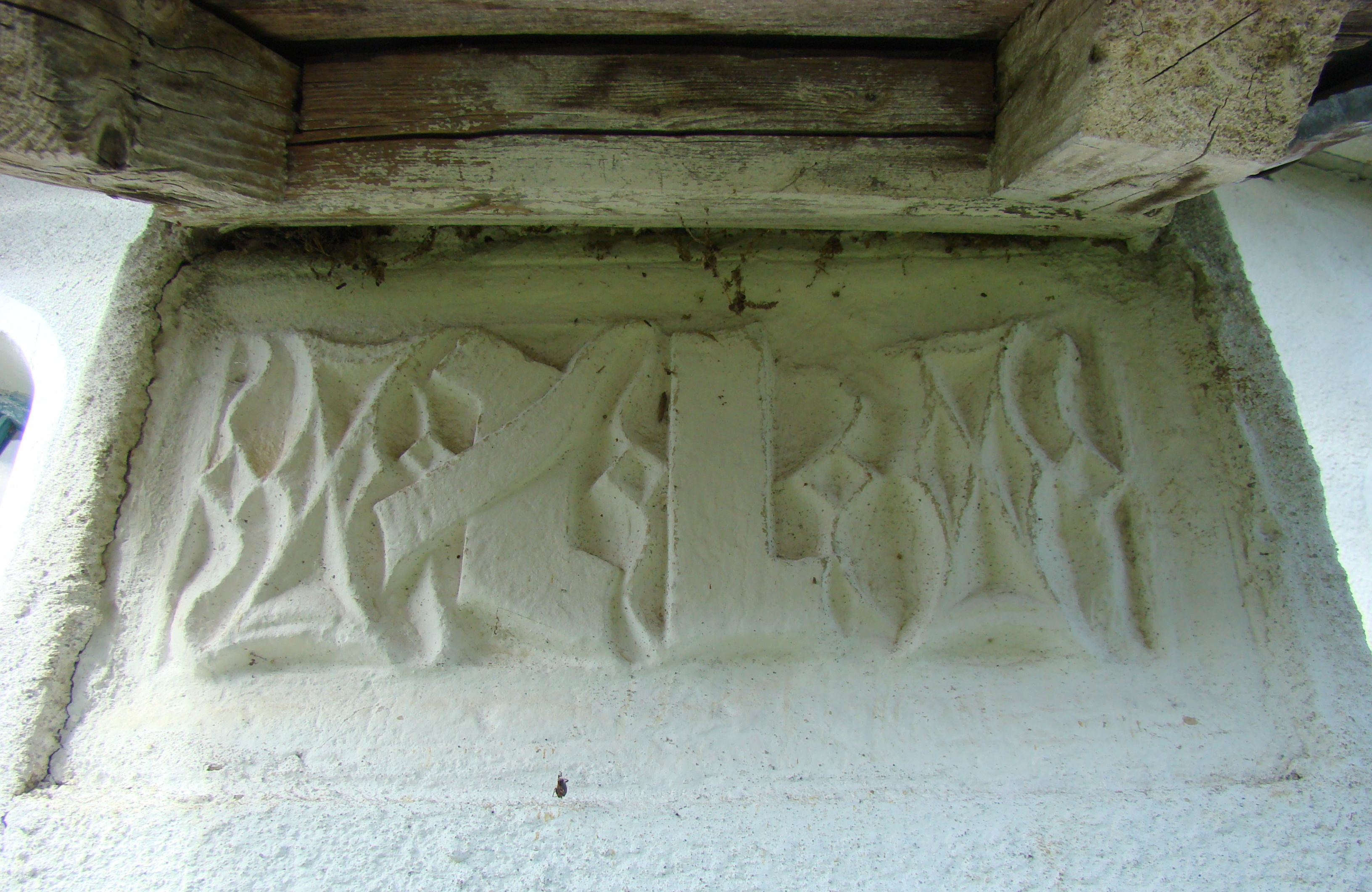
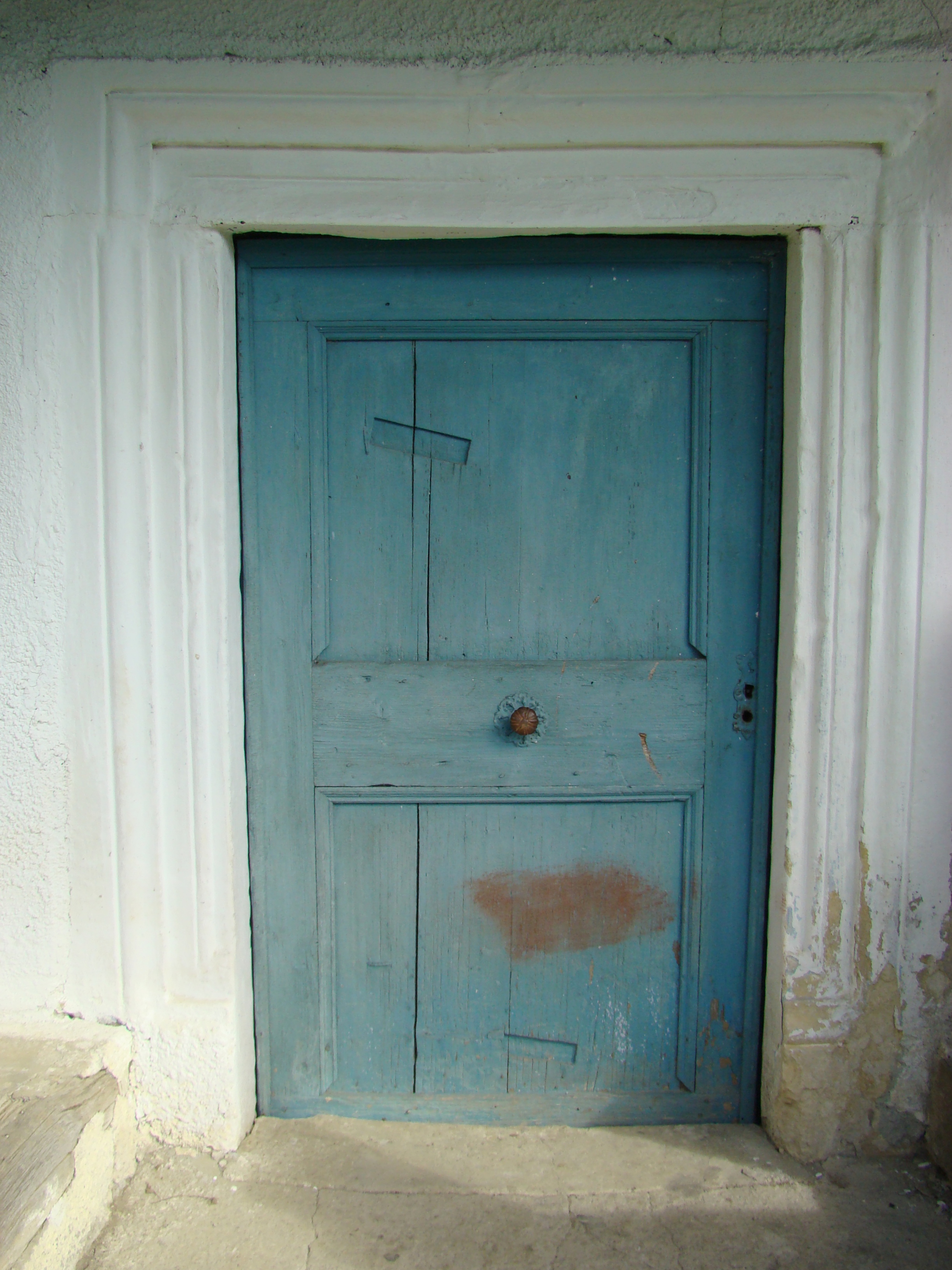

## Imagini din interior

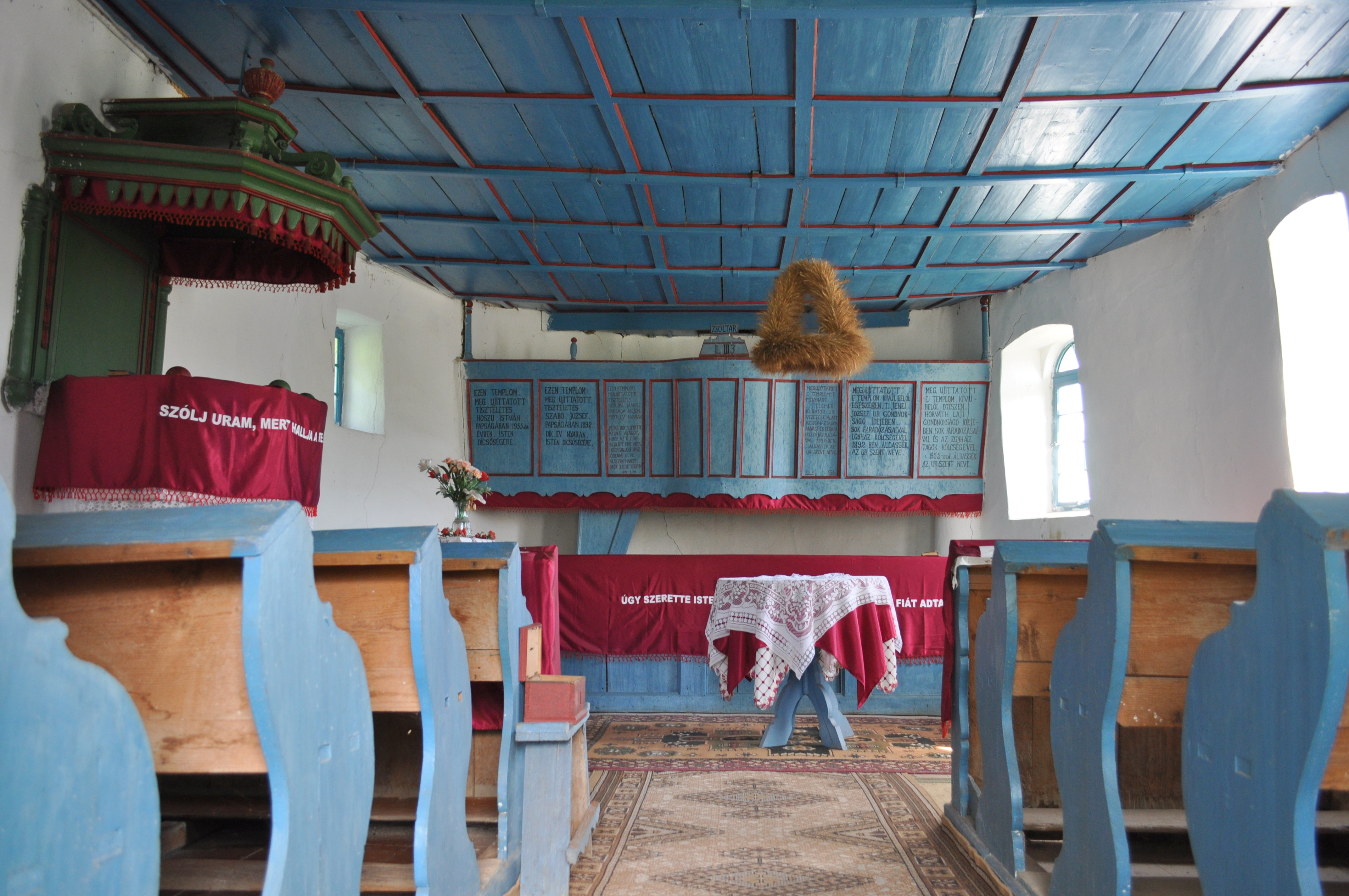
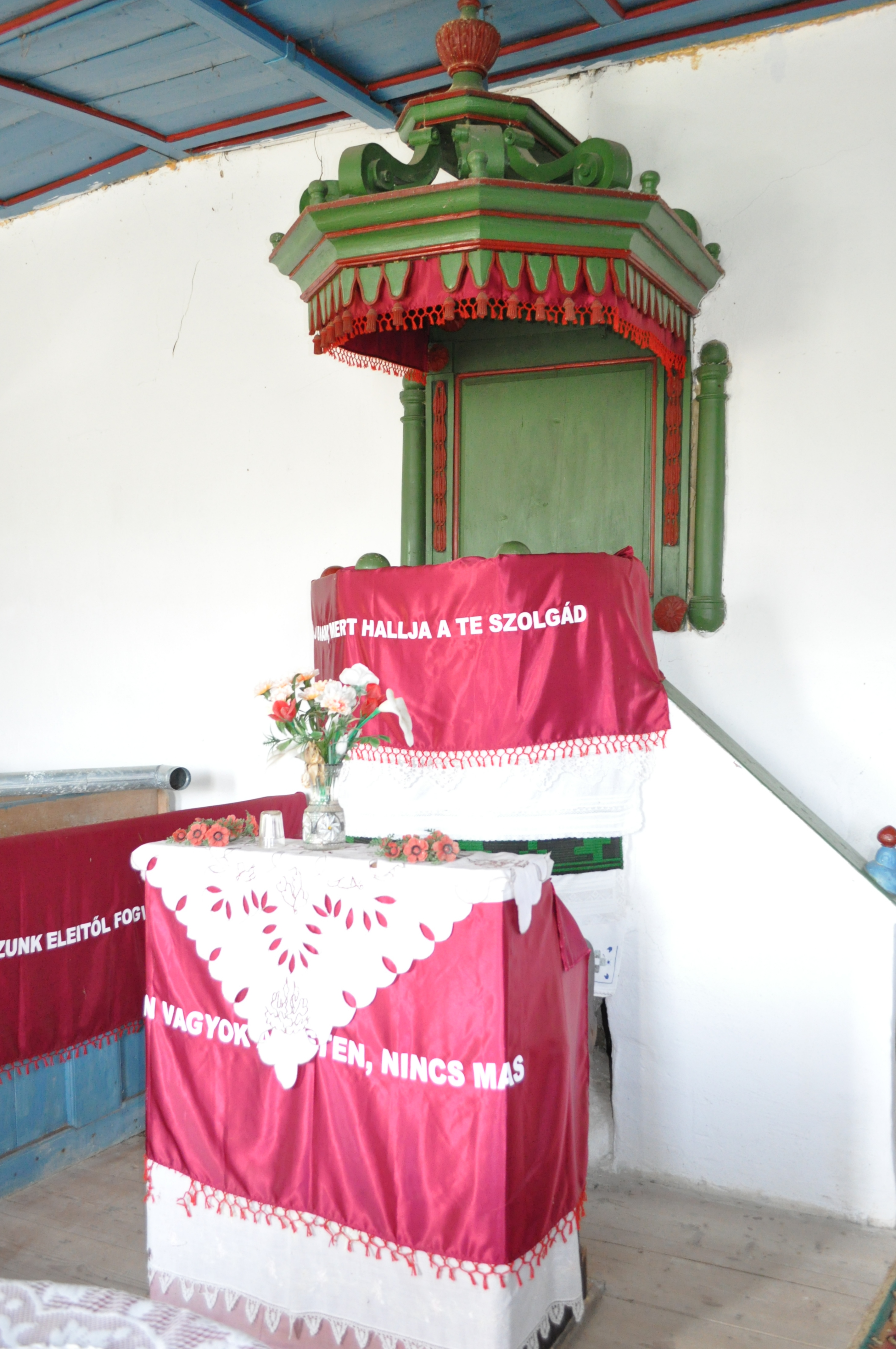
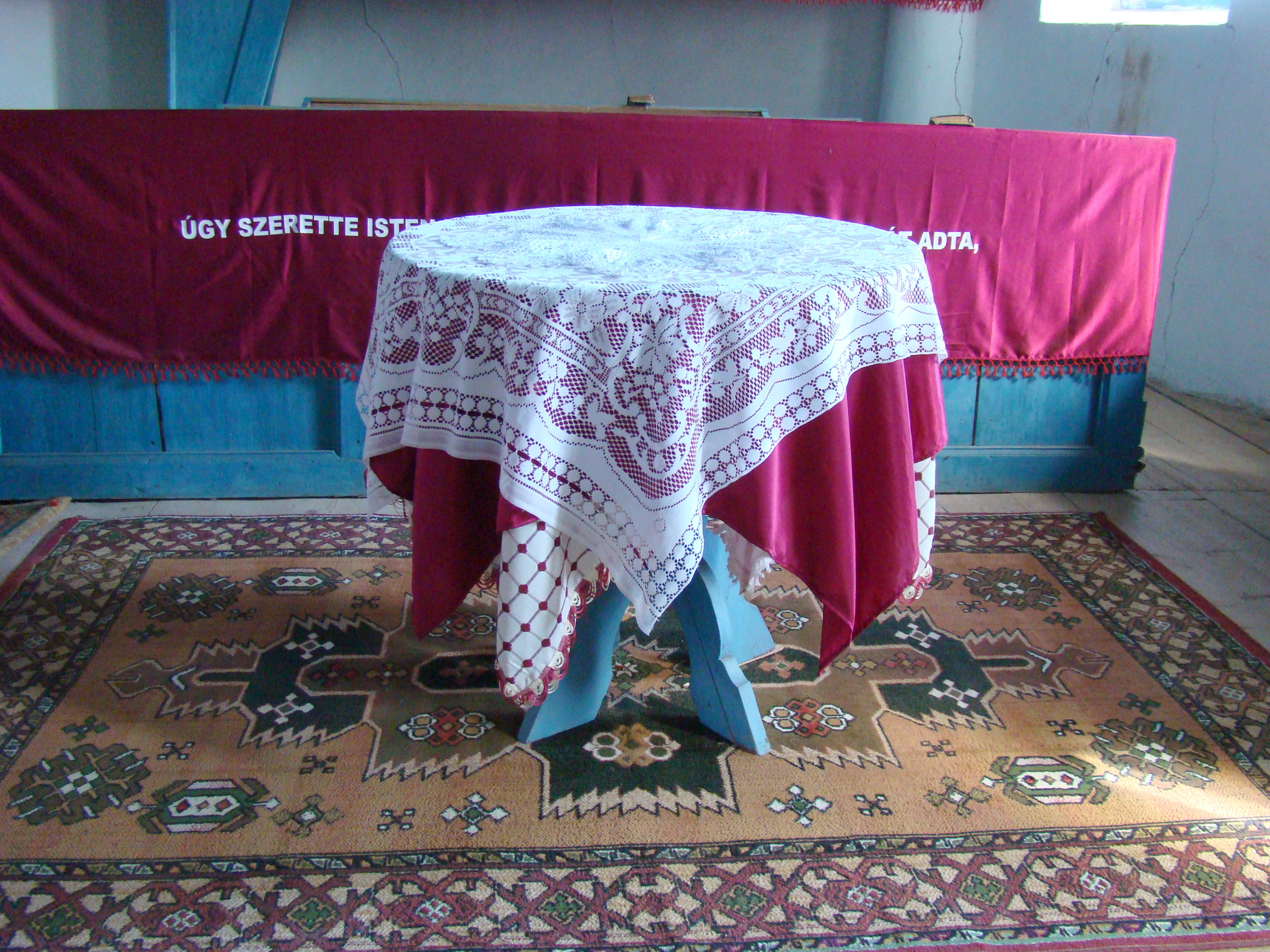
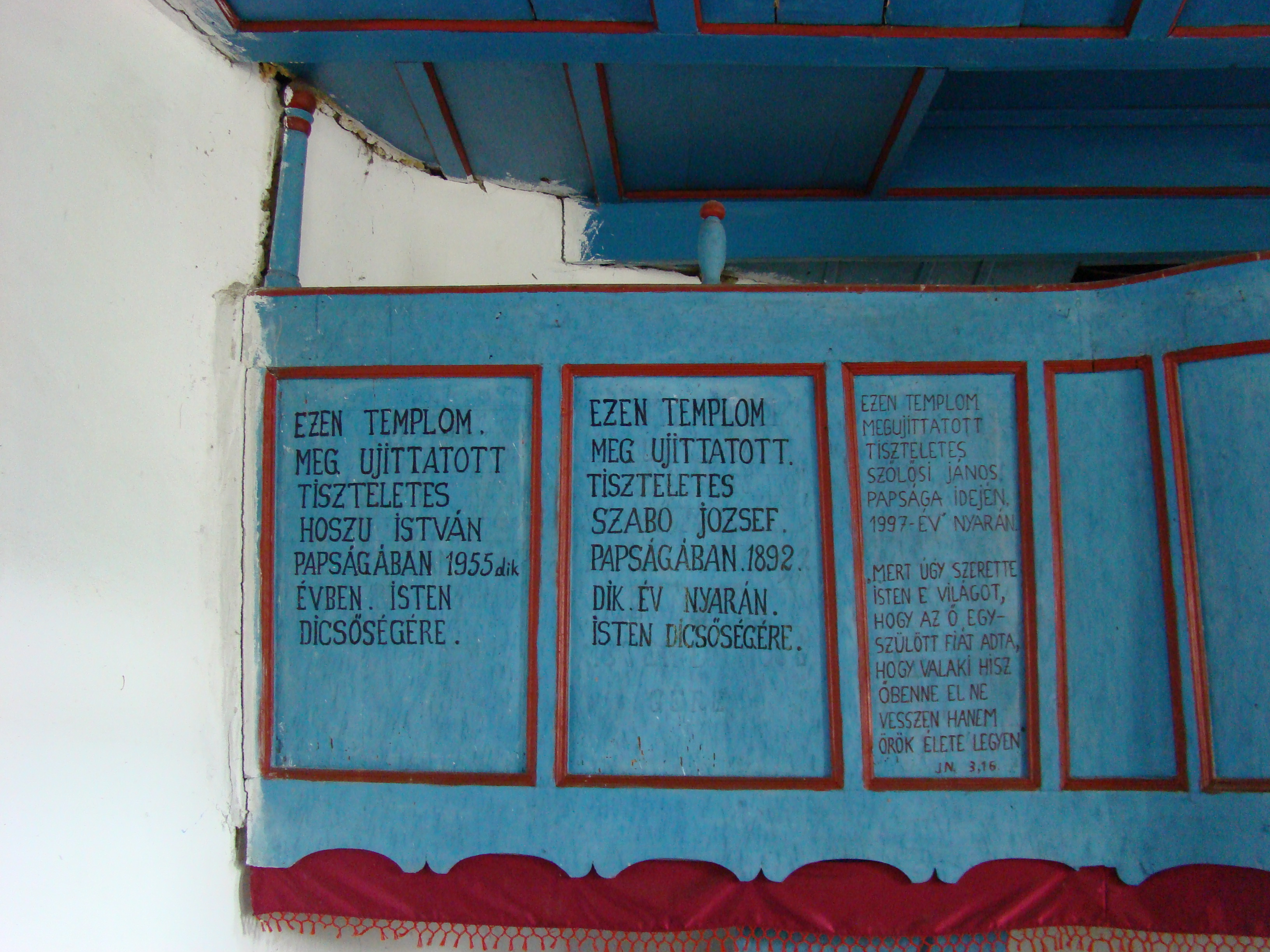
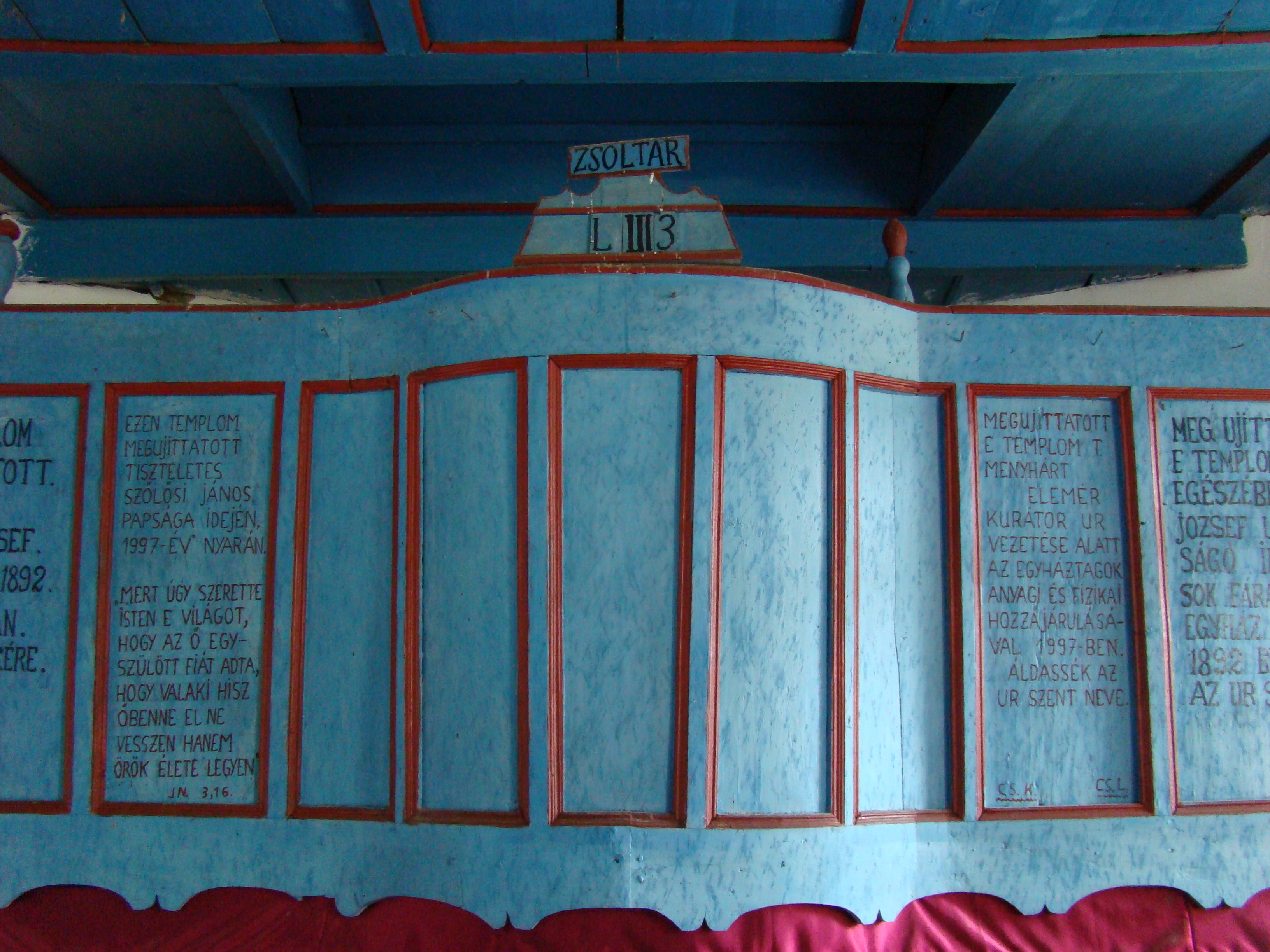
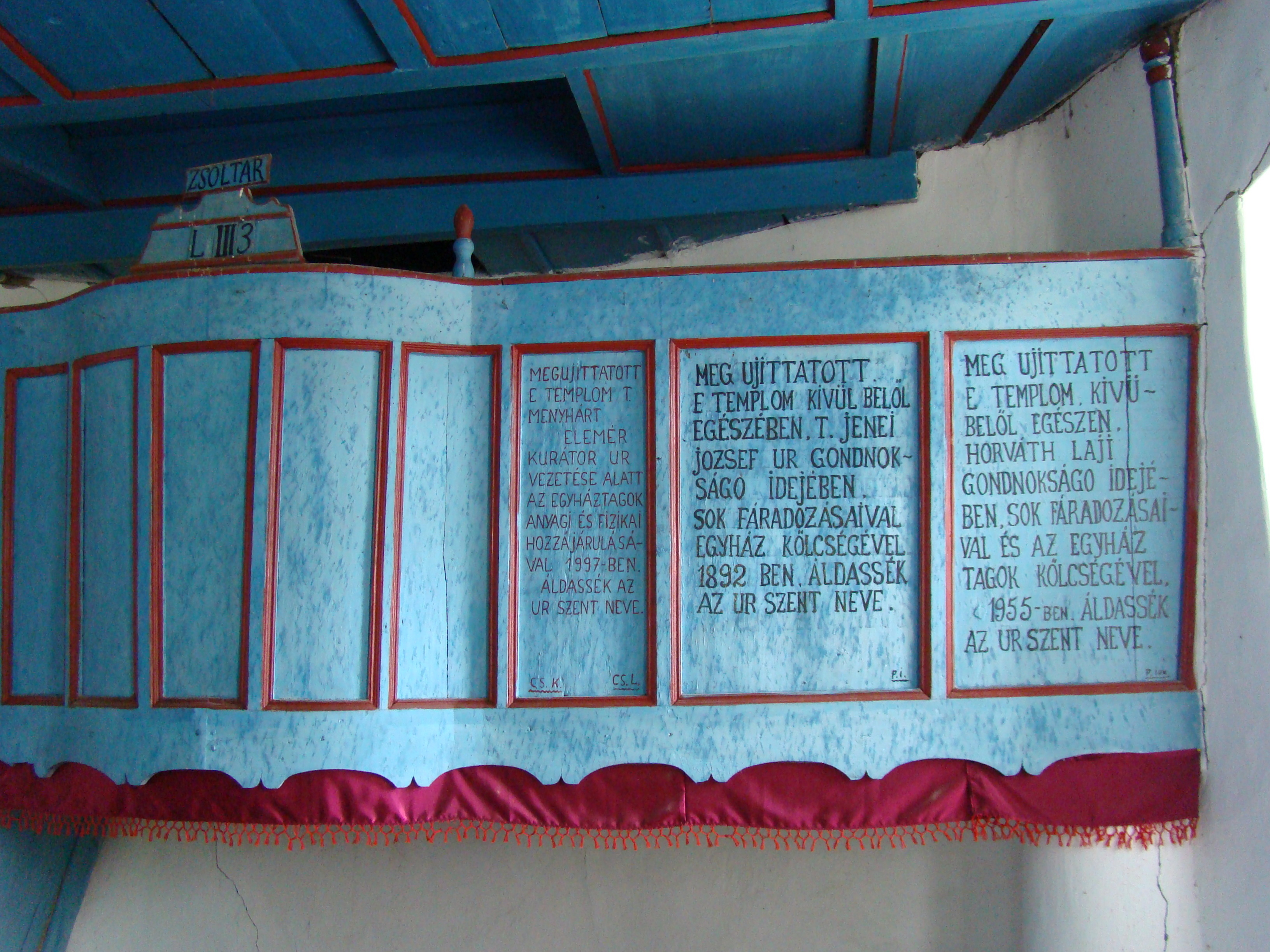
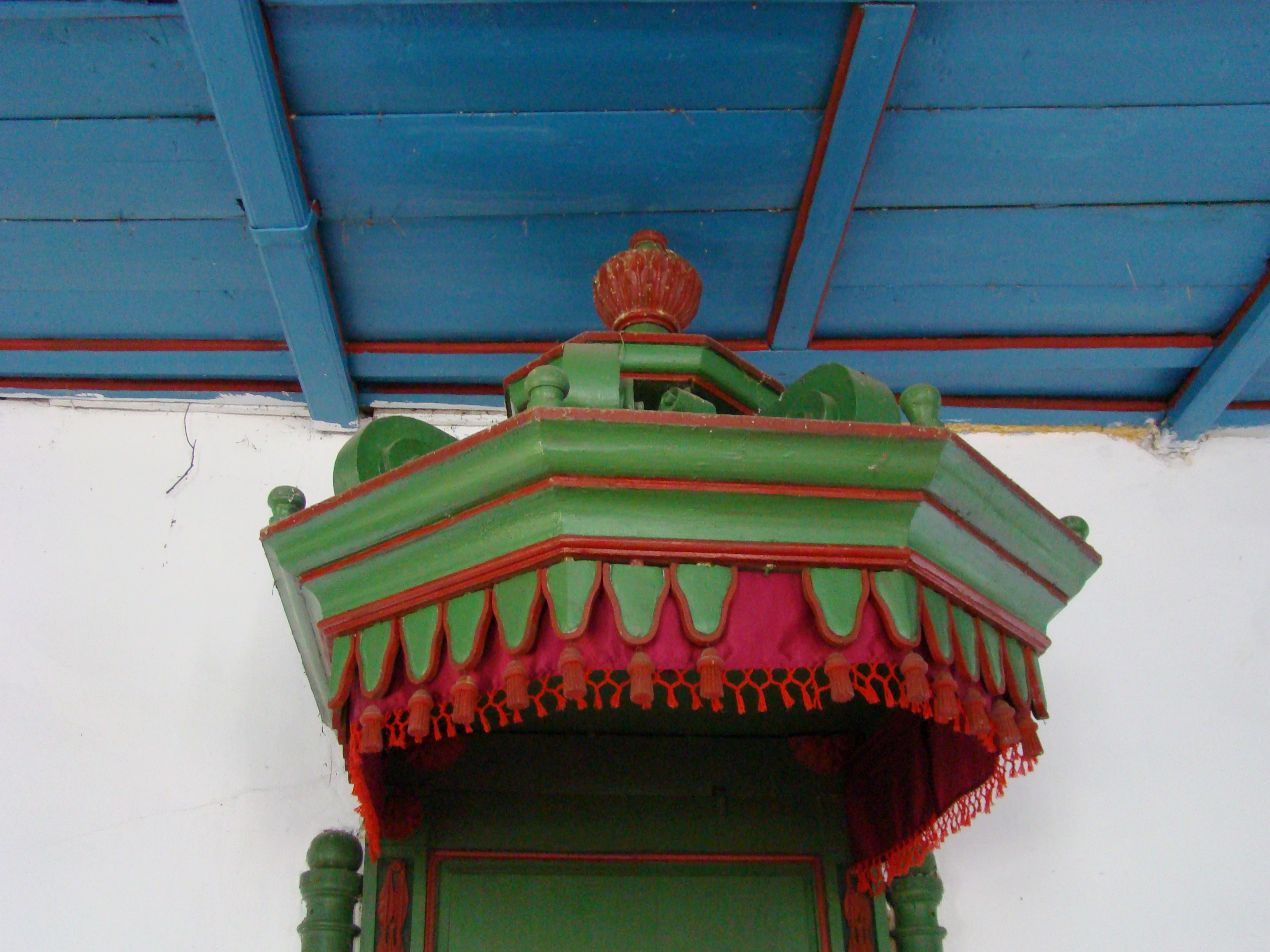
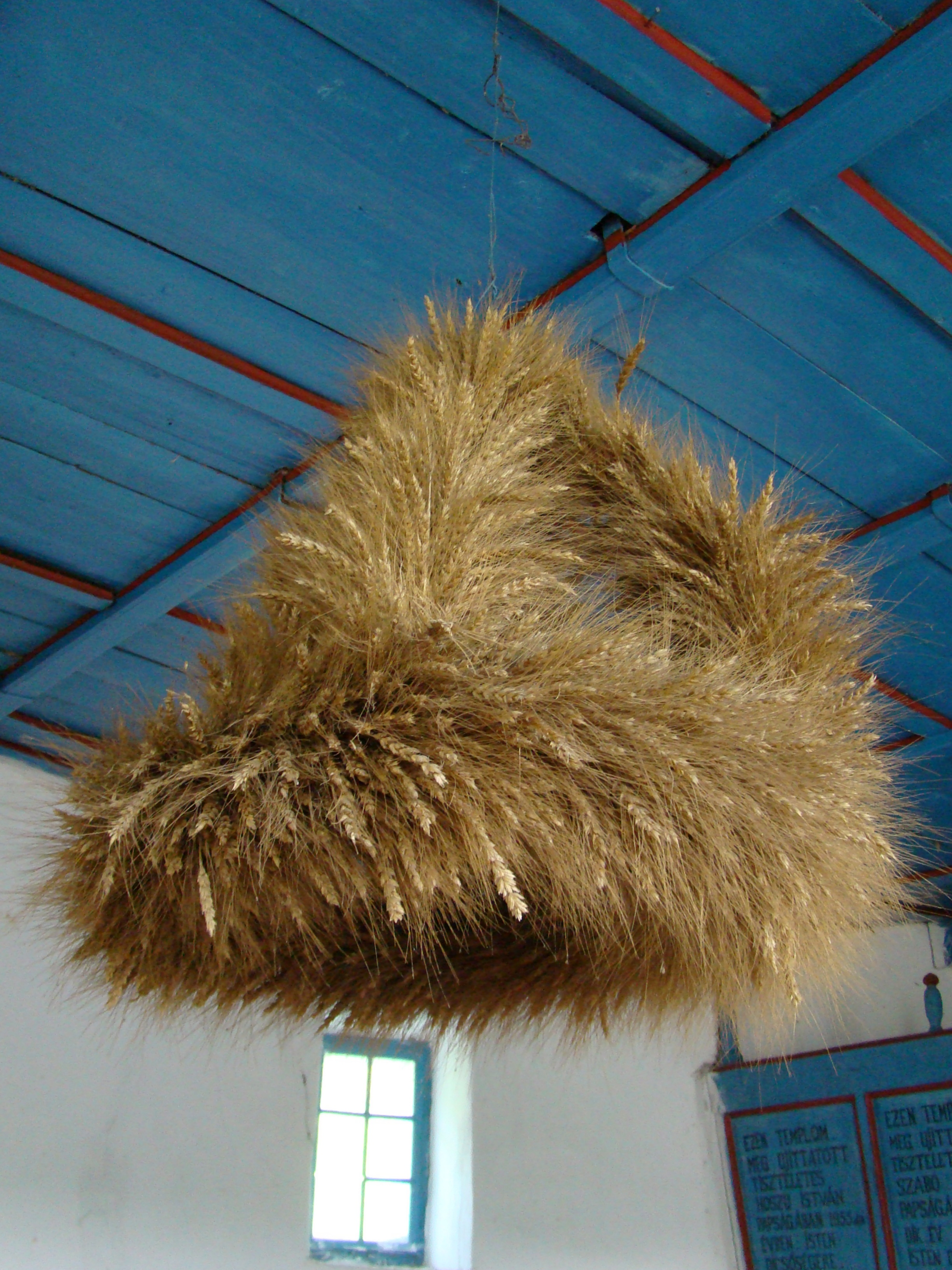
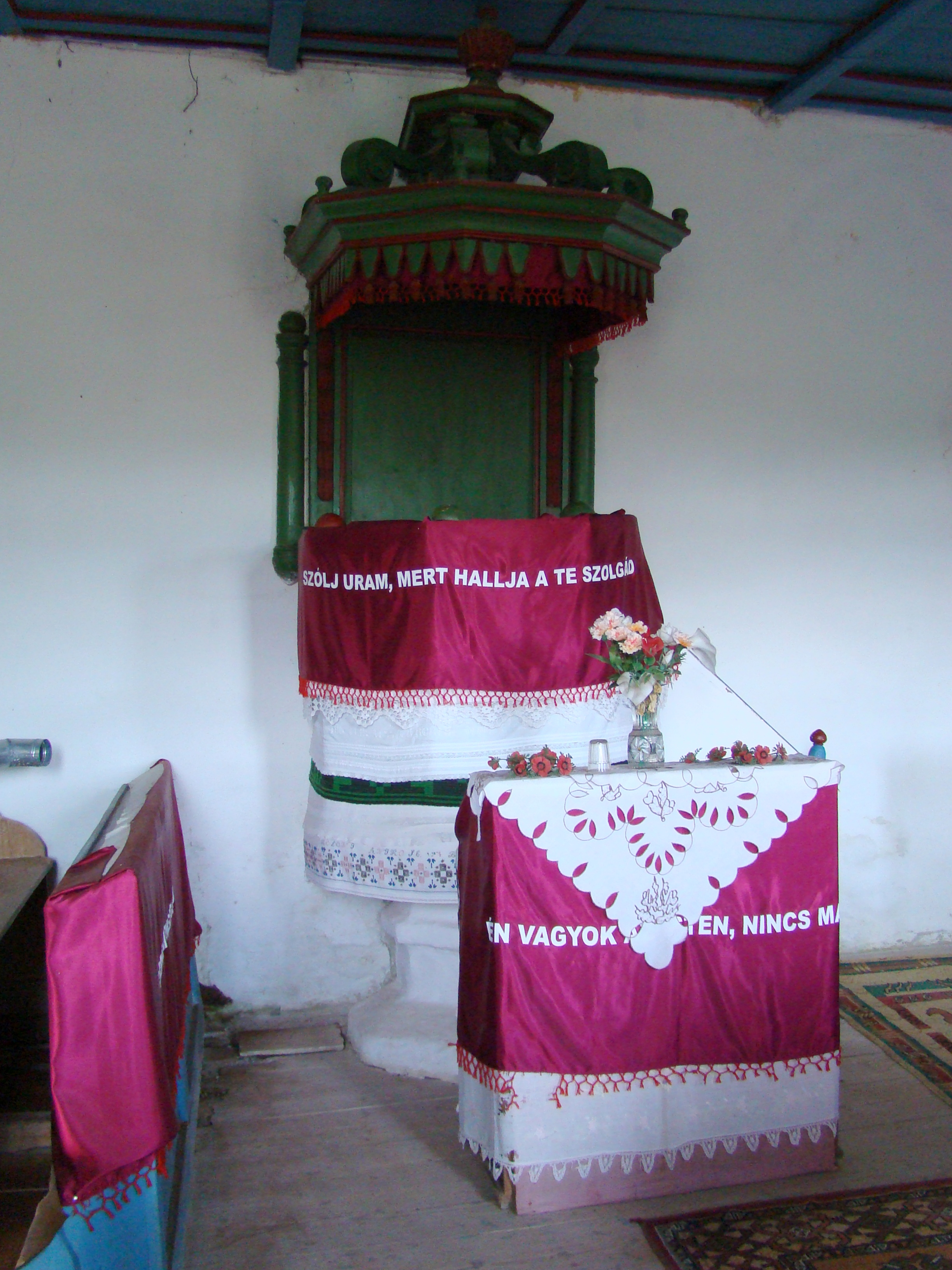
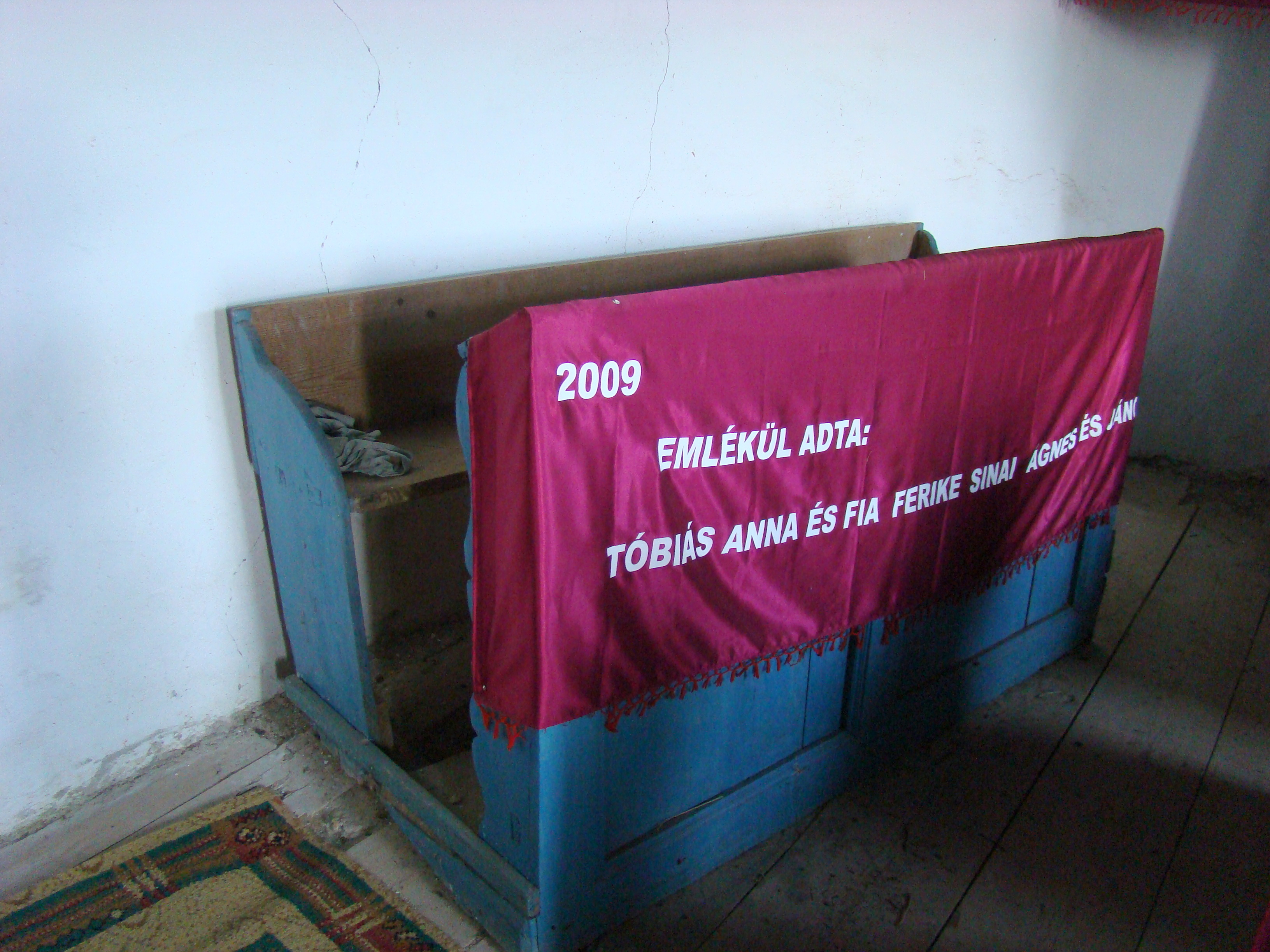
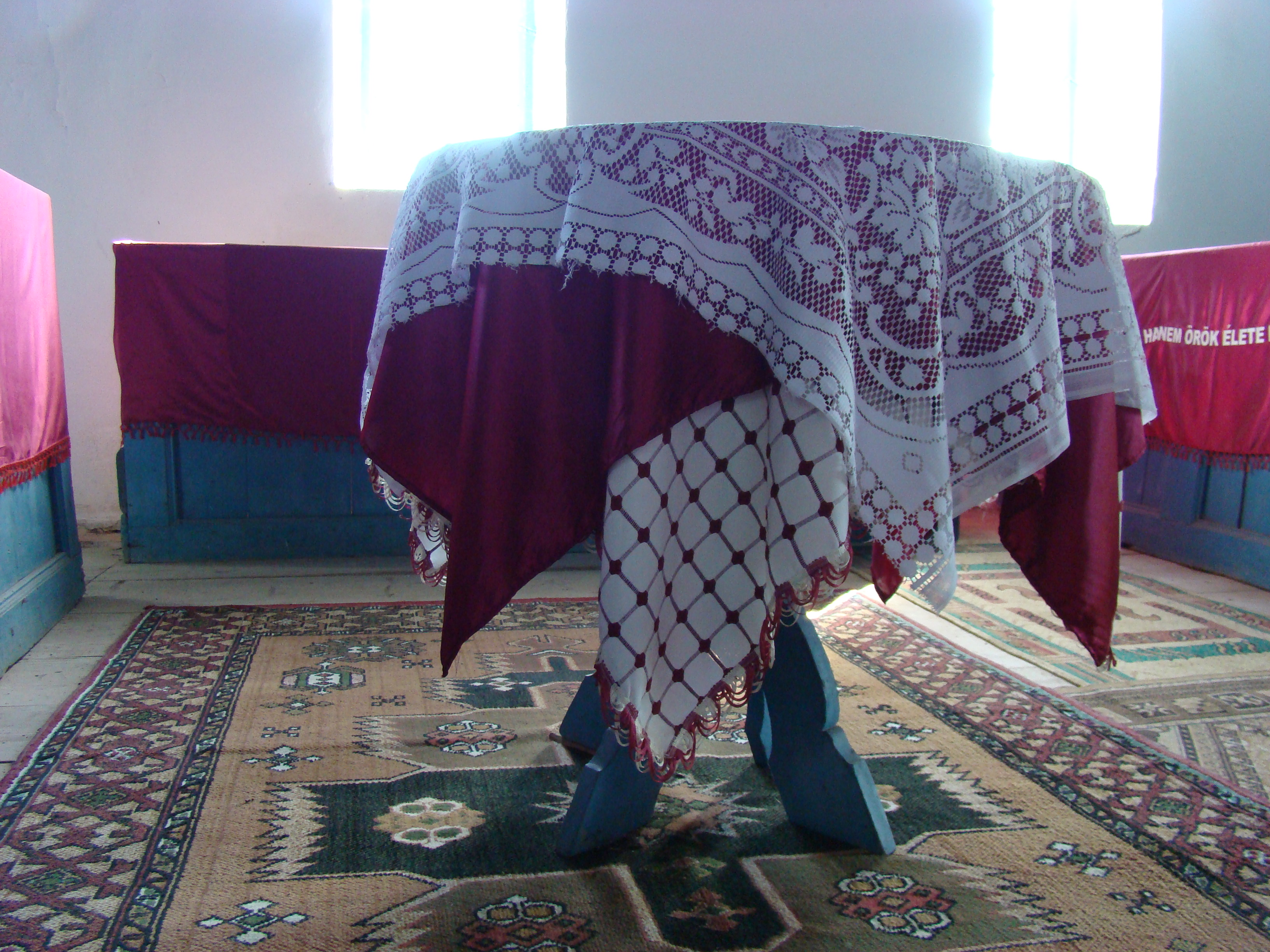
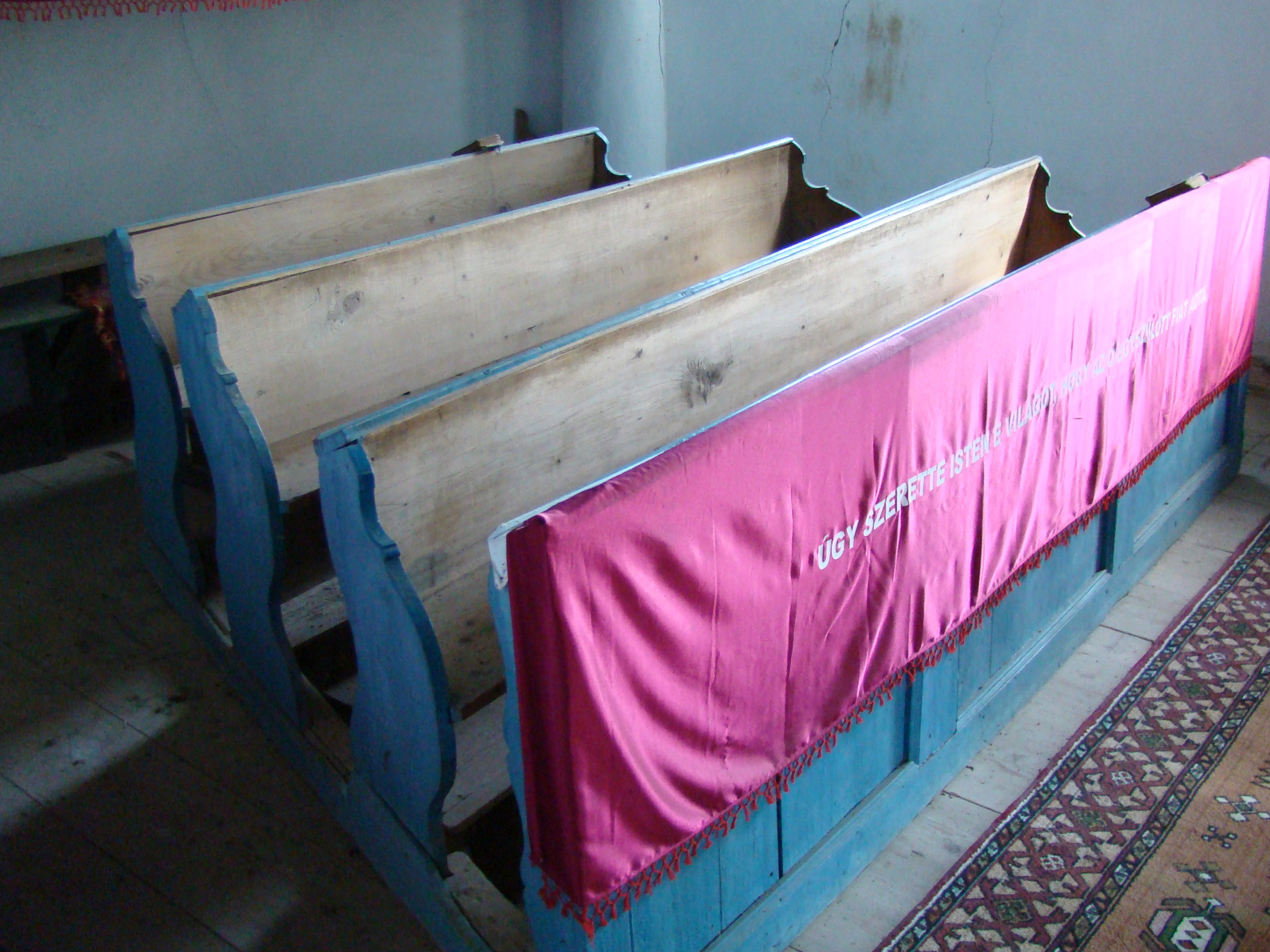
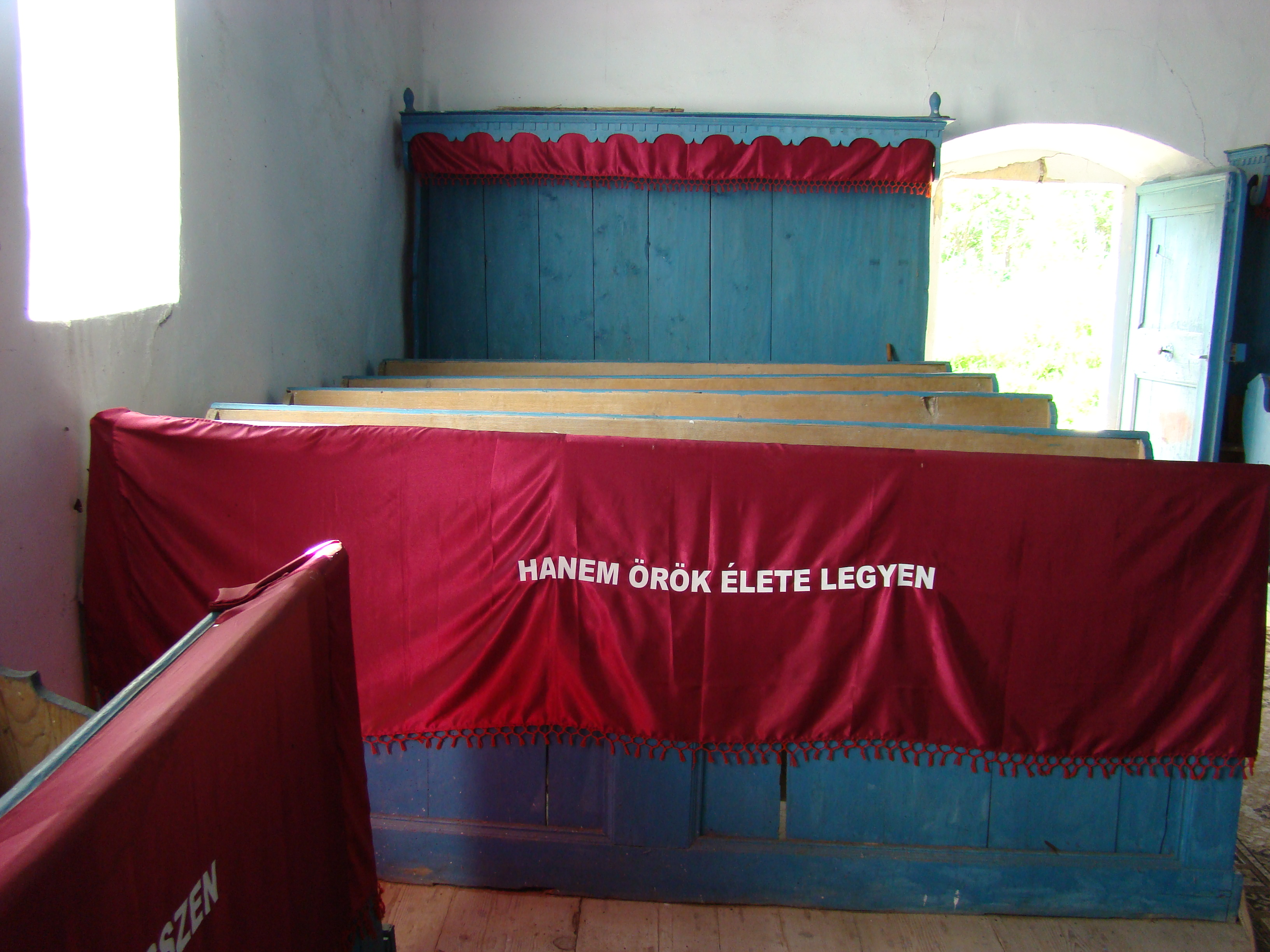
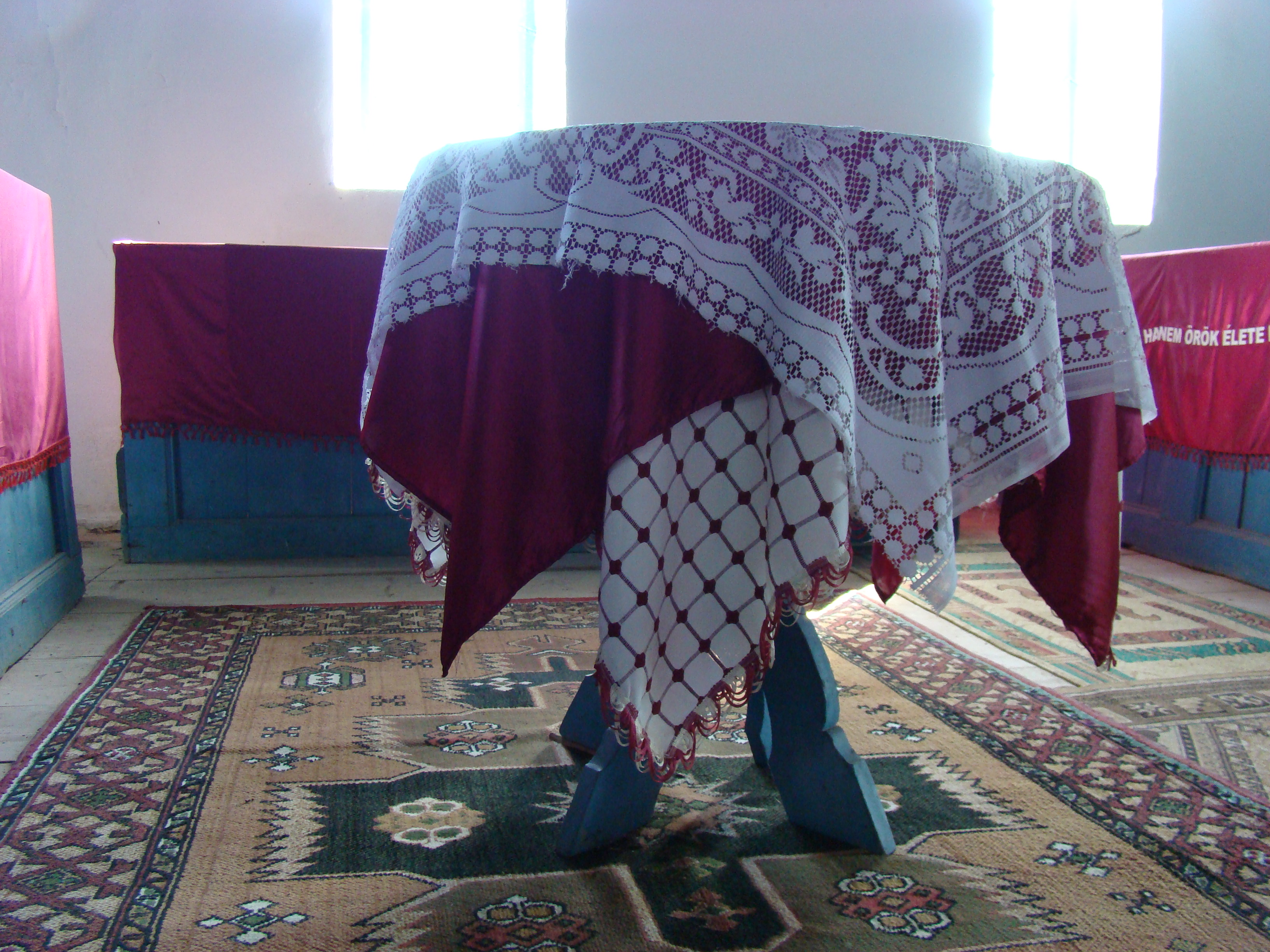
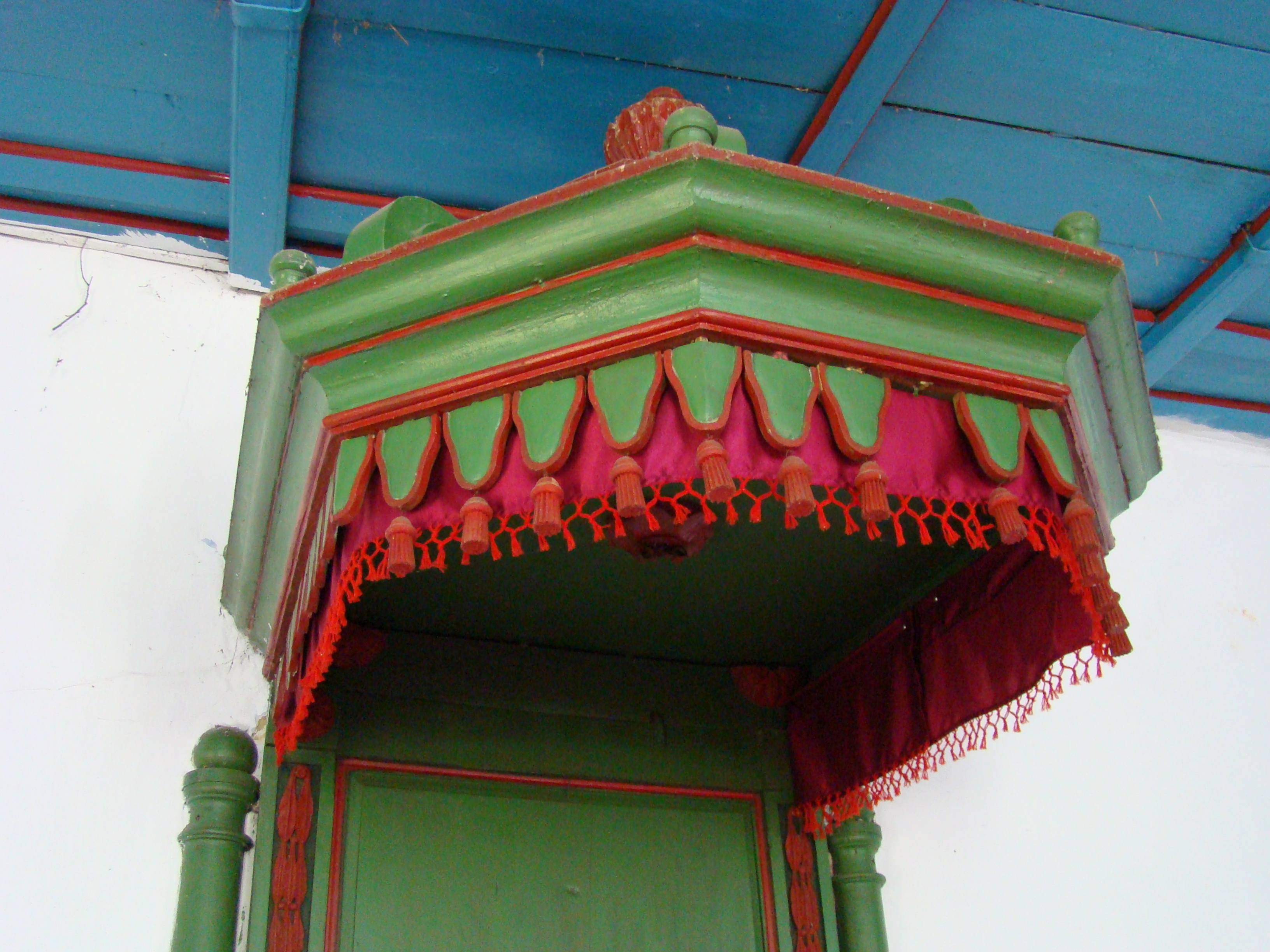
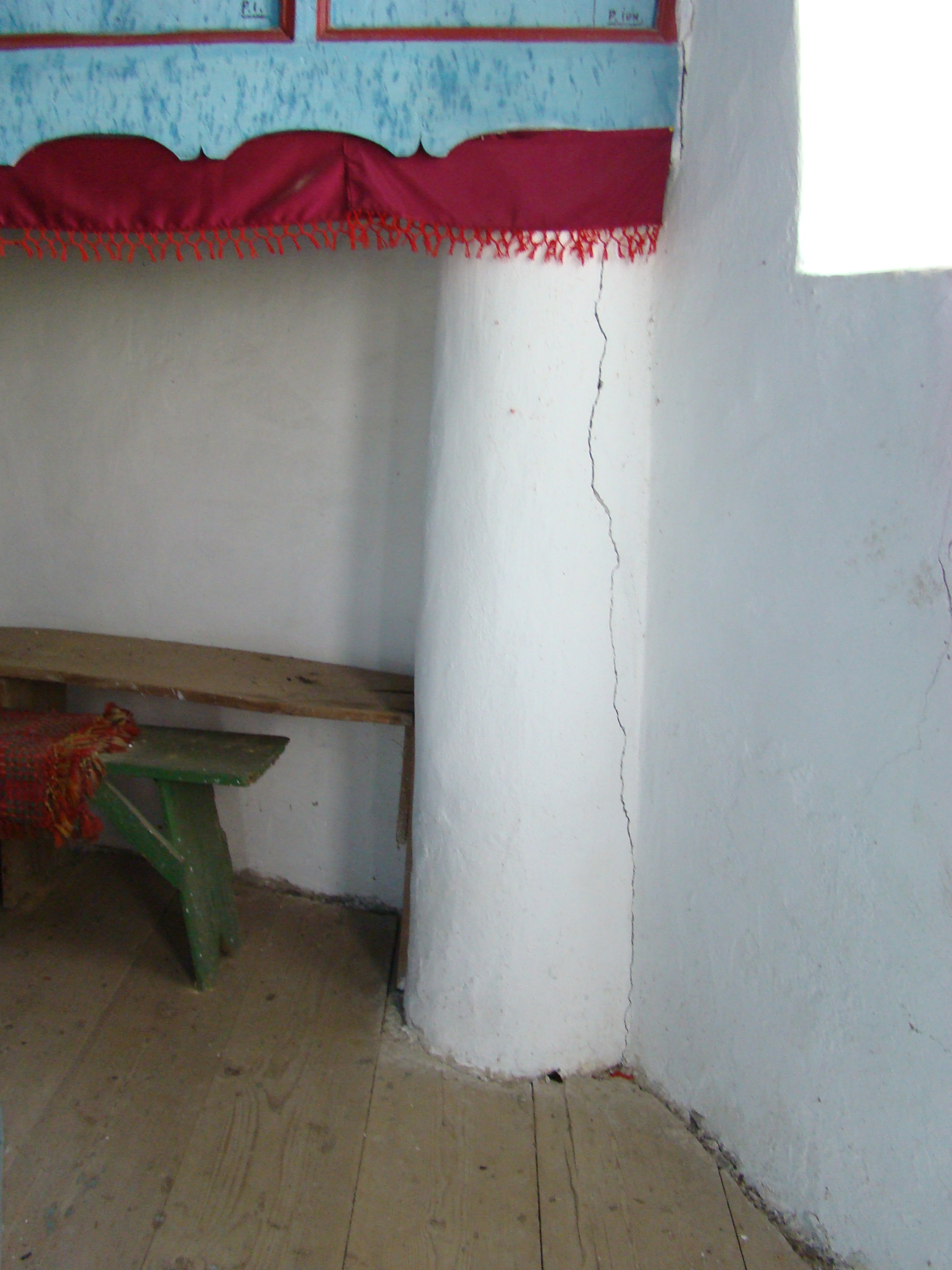
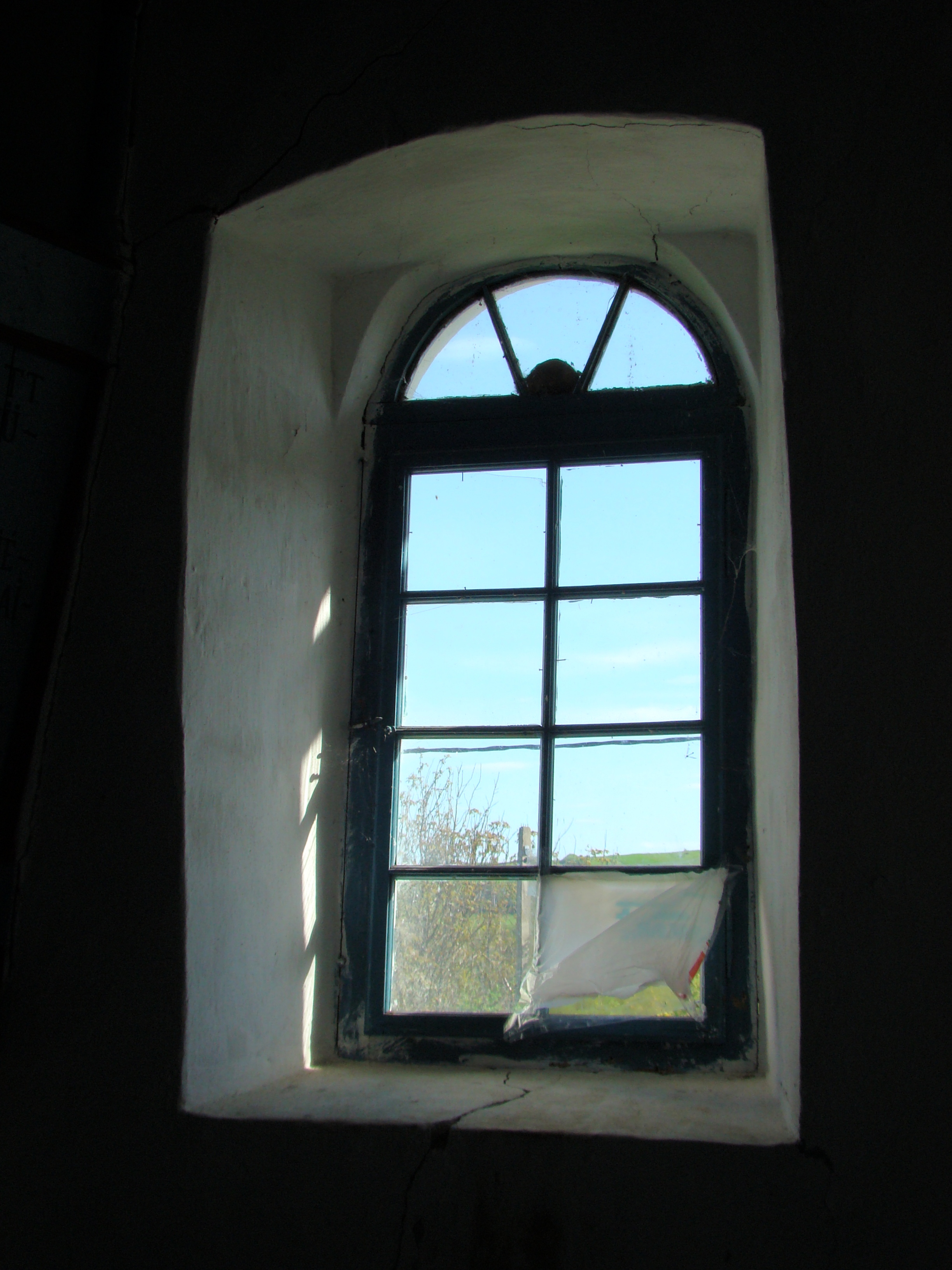
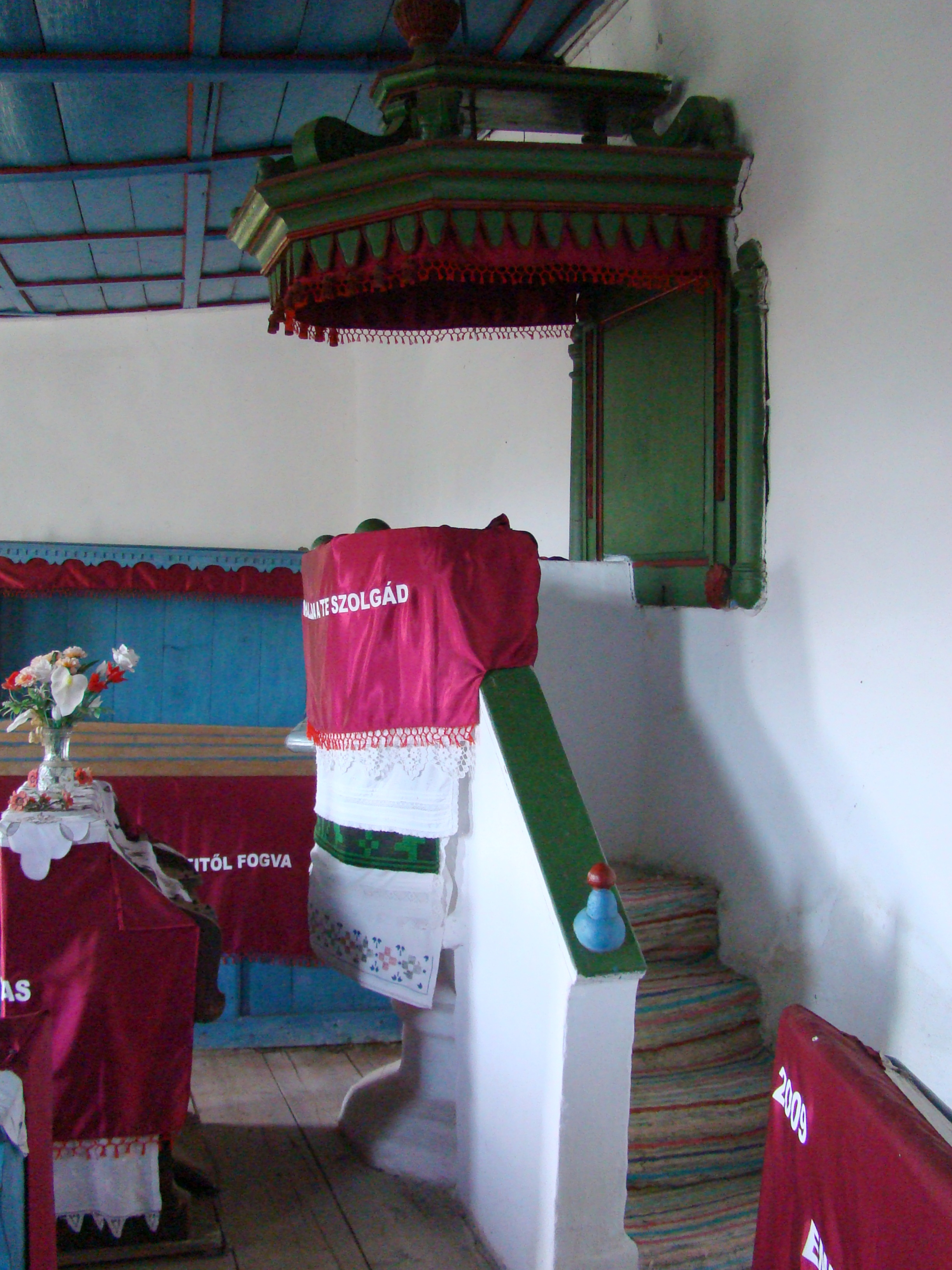
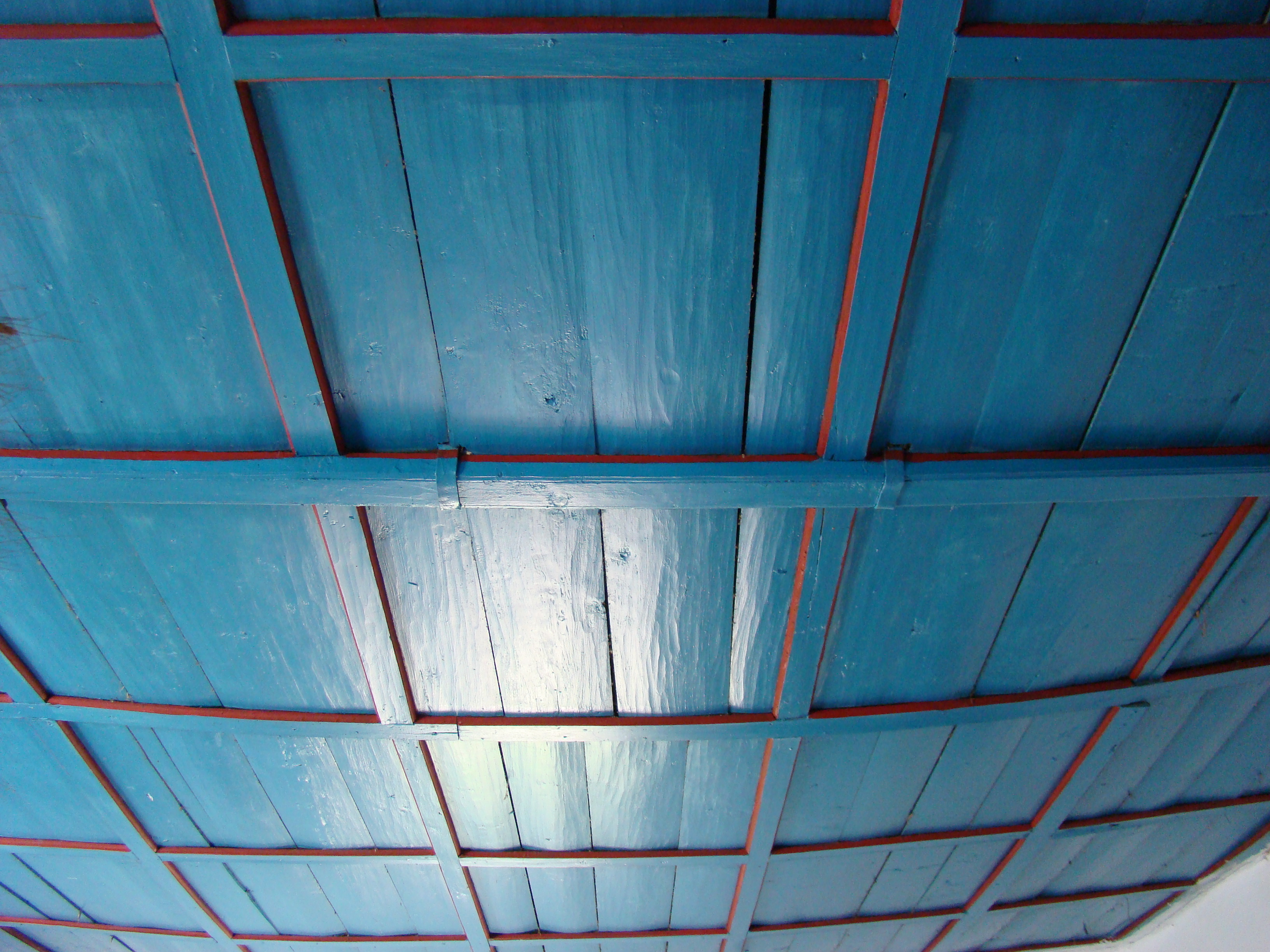
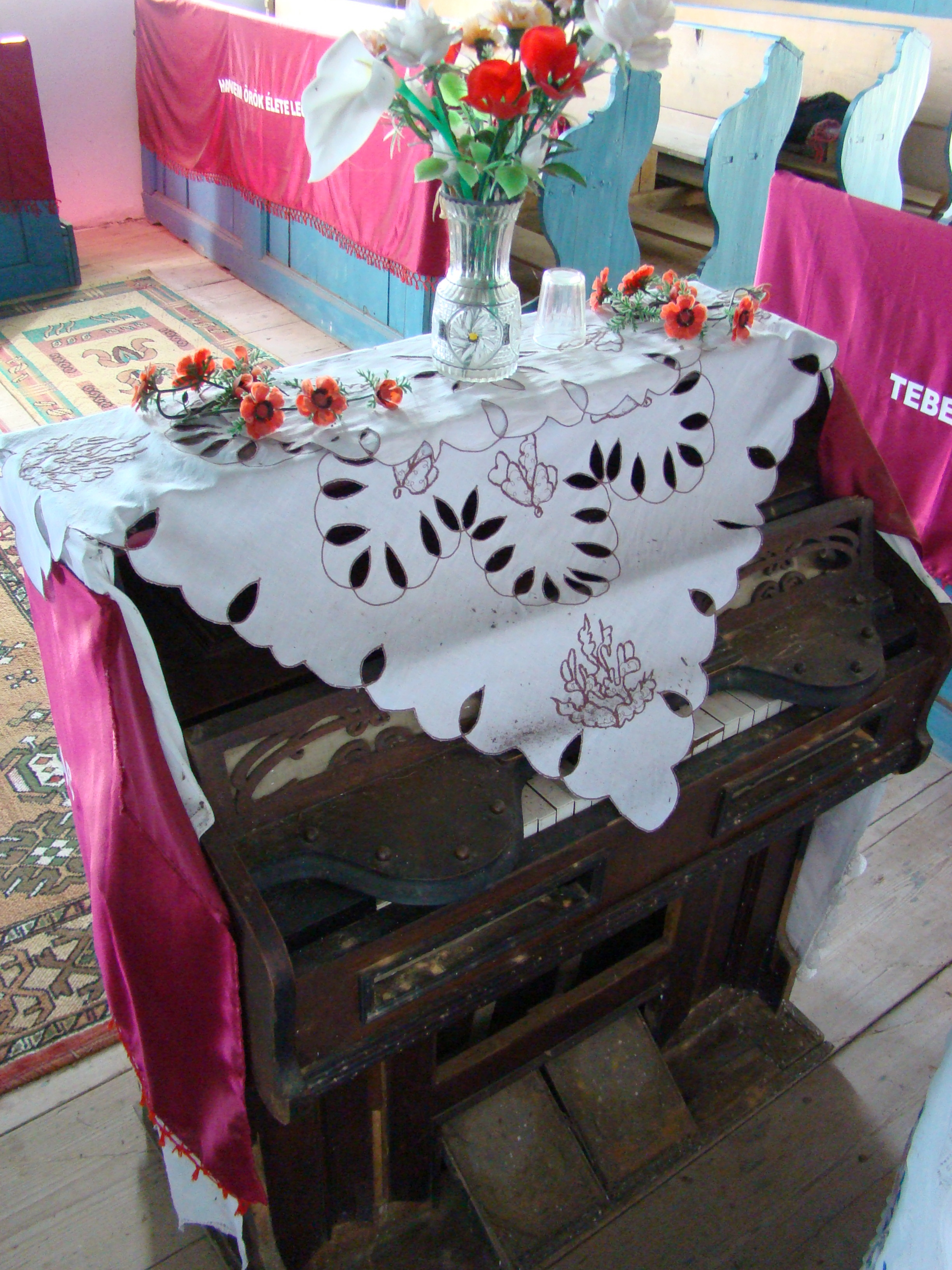
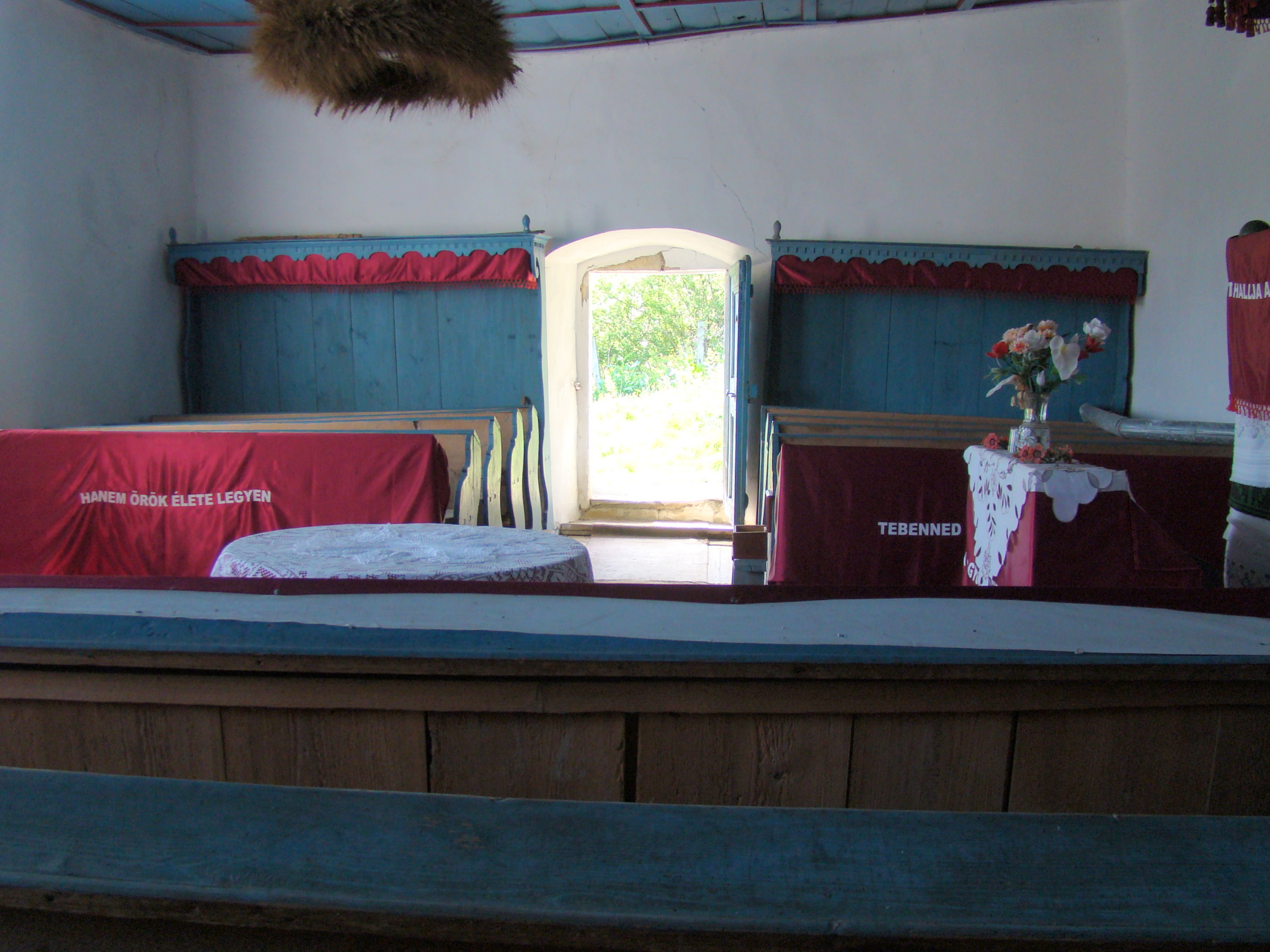
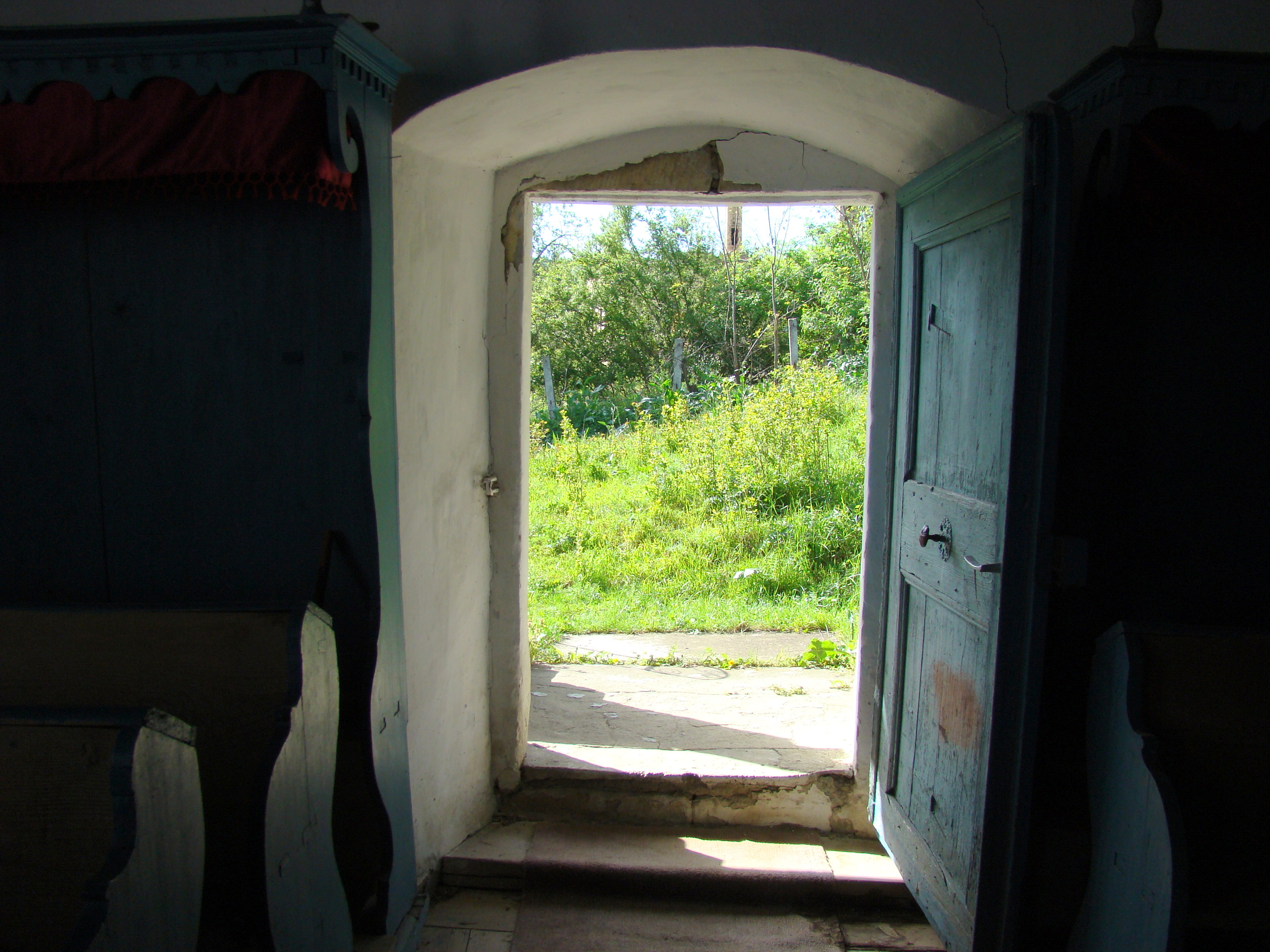

## Vezi și
- Legii, Cluj